# Erster Opiumkrieg
Kowloon – 1. Chuenpi – 1. Chusan – Damm – 2. Chuenpi – Humen – First Bar Island – Whampoa Island – Broadway – 1. Kanton – 2. Kanton – Sanyuanli – Amoy – 2. Chusan – Zhenhai – Ningbo – Ciqi – Zhapu – Wusong – Zhenjiang – Nerbudda
Der Erste Opiumkrieg war ein bewaffneter Konflikt zwischen Großbritannien und dem Kaiserreich China der Qing-Dynastie, der vom 4. September 1839 bis zum 29. August 1842 ausgetragen wurde. Die britische Seite nahm die Beschlagnahmung des Opiums britischer Händler zum Anlass, den Krieg zu beginnen. Das Motiv dahinter war die Erhaltung des illegalen Opiumhandels, der für den Ausgleich des britischen Handelsdefizits mit China sorgte. Die Briten konnten das chinesische Kaiserreich in einer mehrjährigen Militärexpedition durch die Eroberung und Blockade strategisch gelegener Küstenstädte schließlich zu den ungleichen Verträgen von Nanjing und Humen zwingen. Die Konzessionen dieser Verträge entzogen China die Souveränität über den eigenen Außenhandel und öffneten die chinesischen Märkte für die Briten und andere Europäer. Ebenso musste der chinesische Staat Reparationen für die britischen Kriegskosten und das vernichtete Opium leisten.
Das britische Expeditionskorps, bestehend aus einer Flotte moderner Kriegsschiffe sowie einer kleinen Landstreitmacht, besetzte dabei mehrere Städte entlang der chinesischen Küstenlinie. Die Kampfhandlungen begannen im südchinesischen Kanton und wurden durch logistische Probleme und Verhandlungen unterbrochen. Sie endeten nach der Besetzung Nanjings durch die Briten drei Jahre nach Kriegsbeginn. Während des Kriegs konnte die chinesische Seite sowohl bei der Verteidigung als auch im Angriff keine militärischen Erfolge erzielen.
Die wirkungslose militärische Antwort des Qing-Staats machte die militärische Unterlegenheit Chinas für ausländische und einheimische Beobachter unübersehbar. Aufgrund des Opiumkriegs erhielten auch andere westliche Nationen ähnliche Verträge wie Großbritannien. Der verlorene Krieg gilt in China als Beginn eines Jahrhunderts kolonialer Fremdbestimmung (Jahrhundert der Demütigung) und leitete eine Legitimitätskrise des tradierten Staats- und Gesellschaftssystems ein. Er verschärfte die innenpolitischen Probleme des Landes. Im Zweiten Opiumkrieg ab 1856 gelang es Großbritannien und Frankreich erneut, durch eine militärische Machtdemonstration das durch die Taiping-Rebellion geschwächte Kaiserreich zu außen- und handelspolitischen Zugeständnissen zu zwingen.

## Vorgeschichte

### Rolle Chinas im Welthandel

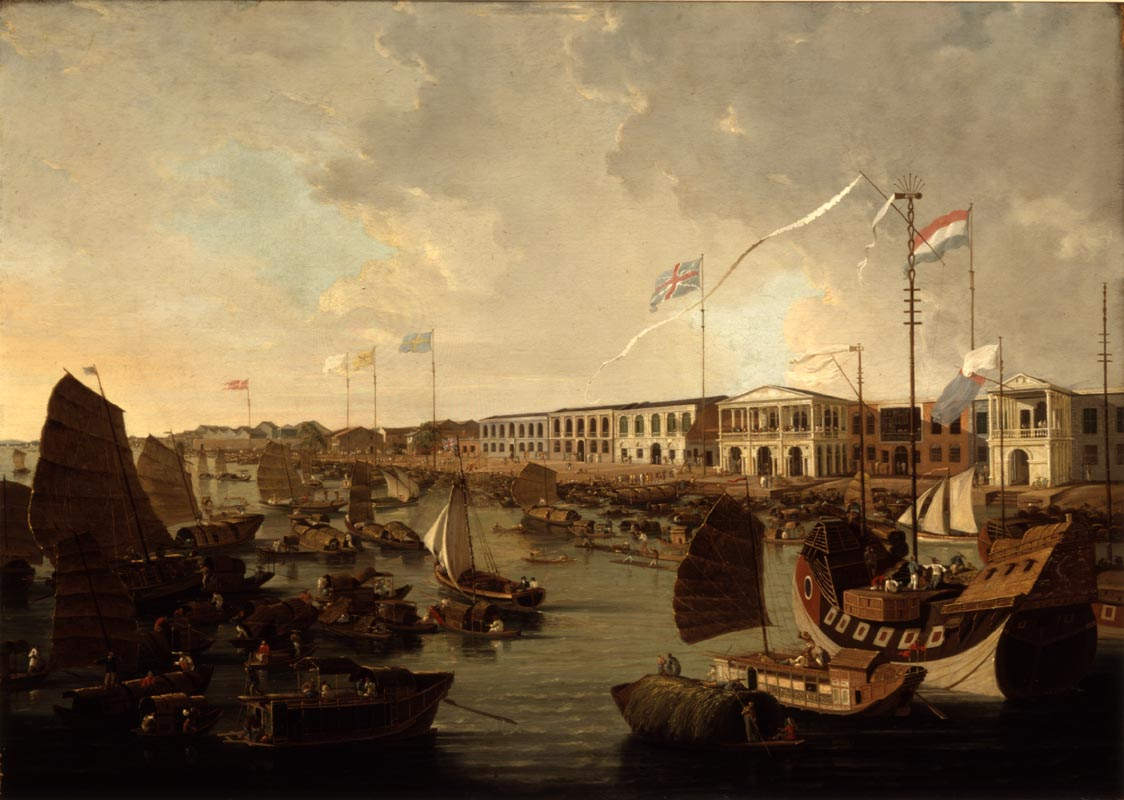
Blick auf die kantonesischen Faktoreien, welche den Europäern als ausschließlicher Handelsort in China zugewiesen waren (William Daniell, 1805/06)

Als erste Europäer erreichten portugiesische Seefahrer dauerhafte Handelsbeziehungen mit China. Sie erhielten im 16. Jahrhundert von der Ming-Dynastie das Recht, in Macau eine Siedlung unter chinesischer Souveränität zu errichten. Der Chinahandel erwies sich in diesem Zusammenhang als nicht weniger profitabel als der Indienhandel, wobei Portugal in beiden Fällen bald niederländische und dann britische Konkurrenten abzuwehren hatte. 1637 erhielt England (ab 1707 Großbritannien) durch eine militärische Aktion vom chinesischen Kaiserhof das Recht auf eine Handelsniederlassung in Guangzhou (Kanton). Die Europäer mussten dort im abgeschlossenen Wohngebiet der Dreizehn Faktoreien leben und sich bei der Kommunikation mit den chinesischen Handelshäusern der Vermittlung durch Kaufleute der sog. Cohong-Gilde sowie der vom Hof bestellten Handelsbeamten („Hoppo“ 關部,  guan1bu4, chinesischer Zolldirektor in Kanton) bedienen. Die Beschränkungen, darunter Preisfestsetzungen, wurden von der Zollverwaltung festgelegt und durchgesetzt. Die Cohong-Händler, rund ein Dutzend, machten innerhalb dieses Systems große Gewinne, waren aber auch durch die Qing-Bürokratie stark reglementiert und hatten ein hohes Geschäftsrisiko zu tragen. Die Händler erlitten oft Verluste durch Schwankungen in der Nachfrage, sie hatten hohe Kontributionen an staatliche Stellen zu entrichten und mussten zudem Bestechungsgelder an die Beamten der Qing-Zollverwaltung zahlen. Das System machte sie darüber hinaus für Gesetzesverstöße der ausländischen Händler rechenschaftspflichtig.
Die 1644 durch ihre militärische Überlegenheit an die Macht gekommene Mandschu-Dynastie der Qing konsolidierte das Kaiserreich und dehnte sein Territorium in Zentralasien und durch den Zugewinn Taiwans aus. Im 17. Jahrhundert war China der größte Importeur von Silber, der Grundlage für das chinesische Währungssystem. 1717 begann die East India Company mit der Aufnahme regelmäßiger Handelstätigkeit, hauptsächlich mit der Einfuhr von Tee nach England. 1760 beschränkte Kaiser Qianlong den Handel mit den Europäern ausschließlich auf Kanton. Ende des 18. Jahrhunderts galt das von der Qing-Dynastie regierte Kaiserreich China in der westlichen Welt als hochentwickelte Zivilisation. Adam Smith beschrieb das Land in seinem Werk Der Wohlstand der Nationen als wirtschaftliche Großmacht, die allerdings aufgrund des niedrigen Preises der Arbeit, der geringen Geldzirkulation und vieler Monopole wenig Entwicklungspotential aufweise, obwohl ihre potenzielle Leistungsfähigkeit und ihr Reichtum den Europas übertreffe. Während des 18. Jahrhunderts war die Lebenserwartung der Stadtbevölkerung in China vergleichbar mit der Europas. Gemessen am Konsum von Luxusgütern war in China der Lebensstandard der Stadtbevölkerung sogar höher. Die Einführung neuer Ackerpflanzen wie Mais und Süßkartoffeln führte zu einem schnellen Bevölkerungswachstum: Von 1740 bis 1790 verdoppelte sich die Zahl der Menschen in China. Am Ende des Jahrhunderts hatte China rund 300 bis 400 Millionen Einwohner, was etwa einem Drittel der gesamten Weltbevölkerung entsprach.

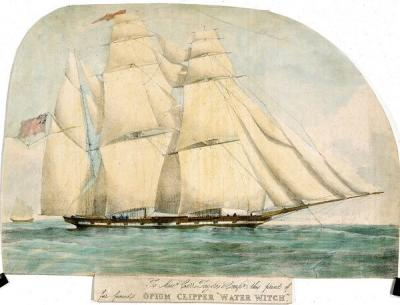
Der britische Opium-Klipper Water Witch, eine 1831 erbaute Bark. Solche schnellen Klipper brachten Opium auch nach England, wo es als Heilmittel galt.

Für die chinesische Seite machten die Zolleinnahmen aus dem Handel in Kanton einen wichtigen Teil der Staatseinnahmen aus. Da der Kaiser Kangxi per Erlass eine Erhöhung der Grundsteuer ausgeschlossen hatte, blieben ihm und seinen Nachfolgern nur Handelszölle als steigerungsfähige Einnahmequellen. Für die East India Company stellte der Kantonhandel die Hauptstütze ihrer Einnahmen dar. Die Teeimporte vervielfachten sich von 250.000 Pfund im Jahr 1725 auf 24 Millionen Pfund im Jahr 1805. Das einstige Luxusgut wurde zu einer Notwendigkeit des täglichen Lebens. Das britische Parlament verabschiedete 1784 ein Gesetz, welches die Ostindienkompanie verpflichtete, stets einen Einjahresvorrat als strategische Reserve vorzuhalten. Die Steuern auf dieses Importgut dienten der britischen Regierung dazu, einen Großteil der Ausgaben für die in den Napoleonischen Kriegen geforderte Royal Navy zu bestreiten. Zum Schutz der Gesellschaft erteilte ihr die Regierung 1784 ein Handelsmonopol für den Teeimport nach England.
Bis etwa 1820 zeigte die bilaterale Handelsbilanz des Chinahandels immer einen deutlichen Außenhandelsüberschuss der chinesischen Wirtschaft. So flossen von 1800 bis 1810 rund 26 Millionen US-Dollar nach China. Schon 1793 hatten sich die Briten bemüht, diesen unbefriedigenden Zustand zu beenden und China zum Abschluss eines Handelsvertrags sowie zur Öffnung seiner Häfen für englische Waren zu bewegen. Aber die aufwändige Macartney-Mission war ein kompletter Fehlschlag. Kaiser Qianlong äußerte demonstratives Desinteresse an britischen Produkten und verweigerte jede Änderung des Status quo.
Für den Zeitraum von 1828 bis 1836 erzielte China jedoch ein Handelsdefizit von 38 Millionen US-Dollar. Diese Verluste flossen in Form von Silberwährungen ab, mit denen der Außenhandel und auch der zunehmende Opiumimport bezahlt wurden. Unabhängig vom Opiumhandel kam es durch die Unabhängigkeitsbestrebungen lateinamerikanischer Staaten zu einer Silberverknappung auf dem Weltmarkt. Durch die politische Instabilität in den Hauptförderländern Mexiko und Peru, zu dem damals die bolivianische Silbermine von Potosí gehörte, ging der weltweite Silberabbau in den 1810er-Jahren um etwa die Hälfte zurück. Diese Verknappung von Silber trieb die Importpreise in die Höhe und wirkte sich negativ auf das chinesische Währungssystem aus. Die unteren Schichten der Bauern, Handwerker und Arbeiter wurden in Kupfermünzen bezahlt, welche diese auch für Ersparnisse und Abgabenzahlungen verwendeten. Zur Abwicklung größerer Transaktionen unter Händlern und als Sparwährung der Wohlhabenden dienten Silbermünzen. Ganz überwiegend handelte es sich um mexikanische Silberpesos (entsprechend der Münze zu 8 Reales oder einem Taler zu 28 Gramm), die wegen ihrer maschinellen Prägung universell akzeptiert wurden. Daneben wurden einheimische Silberbarren genutzt, die allerdings gewogen werden mussten.
Im 18. Jahrhundert blieb das System stabil bei einem Verhältnis von 1.000 Kupfermünzen zu einem Tael (rund 37 g) Silber. 1820 betrug das Verhältnis 1 Silberbarren zu 1.200 Kupfermünzen. 1830 stieg es auf 1 zu 1.350. 1840 betrug es 1 : 1.600 bis 1 : 2.000. Damit verteuerten sich für die unteren Schichten sowohl Konsum- als auch Gebrauchsgüter. Ebenso verteuerten sich die Steuerzahlungen, da die Steuern in Silber berechnet, aber in Kupfer eingezogen wurden. Ab 1830 setzte eine Depression der chinesischen Wirtschaft ein und es kam zur Deflation der Getreidepreise, was die Lage für die Bevölkerungsmehrheit der Bauern weiter verschlimmerte. Trotz einer Verminderung des Gesamtsteueraufkommens stieg die effektive Steuerbelastung des durchschnittlichen bäuerlichen Haushalts in den ersten zwanzig Jahren der Herrschaft Qianlongs um 40 Prozent. Gleichzeitig wurde die Stellung der Unterschicht durch die steigende Arbeitslosigkeit bedroht. Die Währungskrise und die wirtschaftlichen Probleme brachten den Qing-Staat in Zahlungsschwierigkeiten und führten zu einer Unterfinanzierung der Streitkräfte und der öffentlichen Hand. Dies führte wiederum zu einer Zunahme der Korruption im Beamtenapparat. Die wirtschaftliche und gesellschaftliche Misere drückte sich in immer häufigeren Unruhen, Streiks und Protesten aus.
1834 entsandte die britische Regierung Lord Napier als diplomatischen Gesandten nach China, um eine dauerhafte diplomatische Vertretung am Kaiserhof einzurichten. Dies scheiterte am Unwillen der chinesischen Behörden und führte aufgrund der Nichtbeachtung chinesischer Gesetze durch Napier zu einem kurzen Gefecht an der Perlflussmündung. Die chinesische Seite konnte Napiers Schiffe an der Weiterfahrt hindern. Napier selbst starb nach dem Rückzug aufgrund von Krankheit in Macau. Innerhalb der britischen Elite verbreitete sich nach dem Scheitern der Expedition der Gedanke, China durch militärischen Druck handelspolitisch zu öffnen. Neben Nationalprestige und Wirtschaftsinteressen wurde auch der Gedanke populär, die chinesische Wirtschaft und Bevölkerung würden von einer solchen erzwungenen Handelspolitik im Endeffekt durch Modernisierung profitieren. Sowohl am Kaiserhof wie auch seitens der Provinzgouverneure Südchinas wurden die britischen Bestrebungen als unfreundlicher Akt und die britischen Diplomaten als politische Funktionsträger unzivilisierter Völker gesehen, deren Anwesenheit mit dem chinesischen Staatssystem nicht vereinbar war.

### Zunahme des Opiumschmuggels

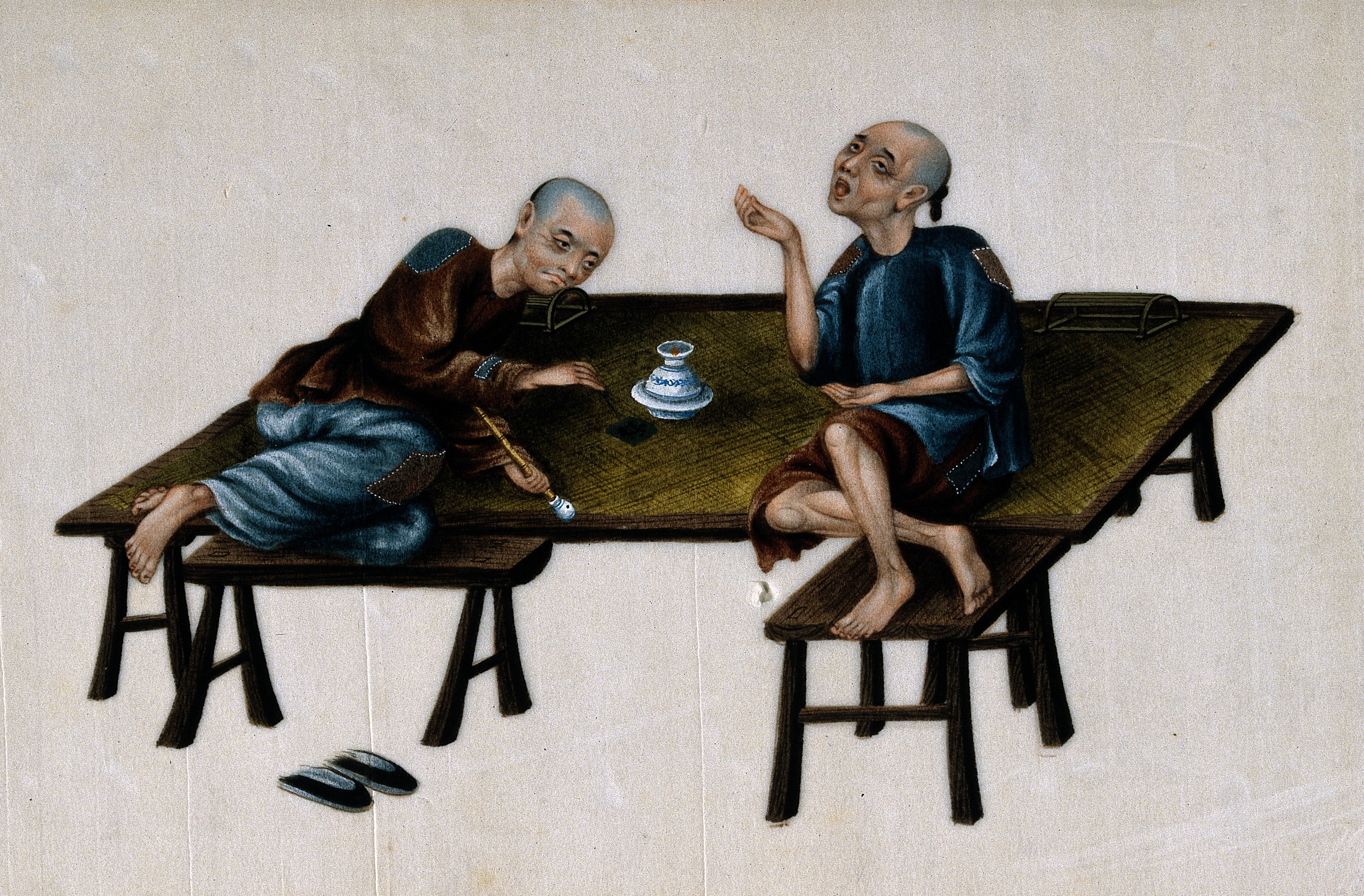
Künstlerische Darstellung verarmter Opiumraucher im 19. Jahrhundert

Schlafmohn und damit Opium waren in China seit der Tang-Dynastie vor der Jahrtausendwende bekannt. Der medizinische Gebrauch ist seit dem 11. Jahrhundert schriftlich festgehalten. Die ältesten Berichte zum Einsatz von Opium als Rauschmittel stammen aus dem 15. Jahrhundert. Im 16. Jahrhundert erreichte neben anderen neuen Feldpflanzen Tabak erstmals China. Die Versuche der kaiserlichen Regierung, Tabak als neues Rauschmittel zu unterdrücken, schlugen fehl, und Mitte des 17. Jahrhunderts war der Tabakkonsum in ganz China verbreitet. Mit der Zeit kam das Rauchen einer Opium/Tabak-Mischung als neue Konsumform für Opium in Mode und verdrängte die bisherige Aufnahme über den Verdauungstrakt.
Im Laufe des 17. und 18. Jahrhunderts wurde der inhalative Opiumkonsum zu einem begehrten Luxus der vermögenden Elite, in welcher der Opiumgebrauch bald als Statussymbol galt. Für die Händler stellte Opium als leicht transportable und leicht abzusetzende Ware einen möglichen Währungsersatz dar. 1729 folgte ein Verbot des Opiumhandels durch Kaiser Yongzheng. Das Verbot erfolgte in zeitlichem Zusammenhang zu anderen Verboten, unter anderem Prostitution, Lehre von Kampfkünsten, und Gesetzen zur Verwahrung von nicht zurechnungsfähigen Personen. Die Edikte wurden mit der Notwendigkeit der Hebung der öffentlichen Moral begründet. Das Verbot führte jedoch ab 1730 zu keinem dokumentierten Fall einer erfolgreichen Strafverfolgung, und in der weiteren Herrschaft Yongzhengs und seines Nachfolgers Qianlong gab es keine erneuten Initiativen des Hofs, den Opiumgebrauch einzuschränken. Im 18. Jahrhundert brachten vor allem Portugiesen türkisches Opium als Heilmittel nach China, wofür die Käufer Zölle entrichten mussten. Infolgedessen nahm der Opiumkonsum rasch zu. Opium wurde auch in China in allen Reichsteilen von Yunnan im Süden bis Xinjiang im Westen hergestellt. Dabei brachte der Opiumanbau im 19. Jahrhundert auf gleicher Fläche rund das Zehnfache des Reisanbaus ein.

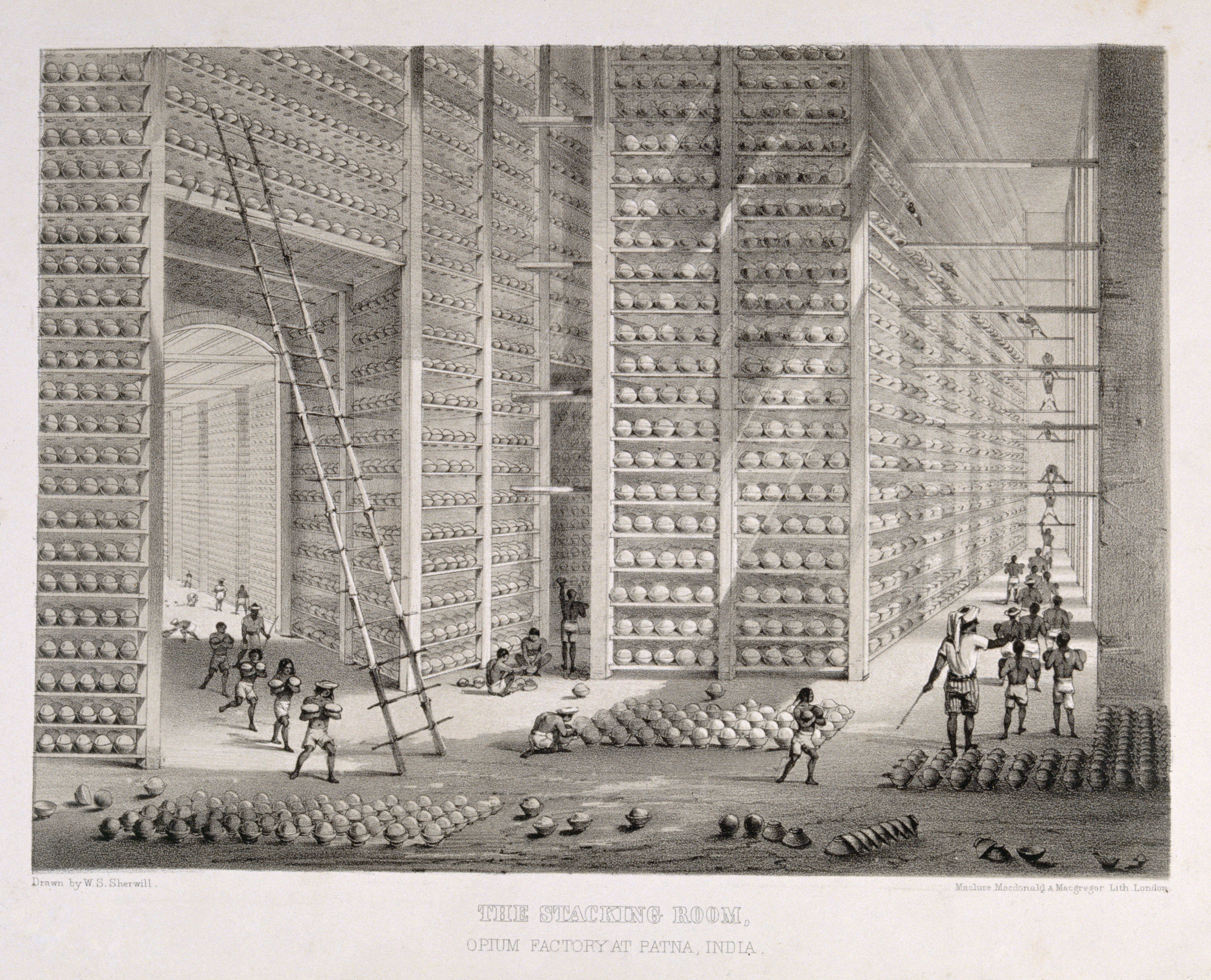
Lithographie des Lagers einer Opiumfabrik in Patna, Britisch-Indien, circa 1850

Das von der britischen Ostindienkompanie unter ihrem Produktionsmonopol in Bengalen hergestellte Patna-Opium war qualitativ hochwertiger als das einheimisch produzierte Rauschmittel. Die Kompanie überließ aufgrund der Illegalität in China die Verschiffung ab Indien privaten Händlern, um ihre legalen Geschäfte im Rahmen des Chinahandels in Kanton nicht zu gefährden. Diese gaben ihre Ware vor der Küste an chinesische Schmuggler weiter. Zunächst von den Schiffen, später von einem Depot der Kompanie auf der Insel Lintin wurde das Opium mit flachgehenden Ruderbooten mit Hilfssegeln und jeweils 50 bis 60 Mann Besatzung ins Landesinnere verbracht. Man schätzte 1831, dass etwa 100 bis 200 Boote dieses Geschäft betrieben. Die Ostindienkompanie erhielt jedoch Konkurrenz von Produzenten aus den Fürstenstaaten, für deren Malwa-Opium das Produktionsmonopol nicht galt. Die Gesellschaft versuchte die Produzenten aus den Fürstenstaaten mittels Expansion ihrer eigenen Produktion aus dem Markt zu drücken und steigerte die Produktion in Bengalen immer mehr. US-amerikanische Händler nahmen mit rund 8 % Marktanteil 1820 mit Opium aus dem Osmanischen Reich eine Nebenrolle ein. 1823 löste Opium Baumwolle als Topimport des Kaiserreichs ab. Von 1805 bis 1839 hatte sich die Menge des von der Ostindienkompanie nach China exportierten Opiums von 3159 Kisten auf 40200 Kisten mehr als verzehnfacht, dabei wirkte das von der britischen Regierung 1833 aufgehobene Teehandelsmonopol als Katalysator für die Zunahme der Beteiligung unabhängiger Kaufleute und eine Vermehrung des Handelsvolumens. Das als Opiumschwemme wahrgenommene erweiterte Angebot auf den chinesischen Märkten führte zu einem Preisverfall und zur raschen Ausbreitung des Konsums in niederen sozialen Schichten und Regionen außerhalb Südchinas.

Graphische Darstellung der chinesischen Opium-Importe zwischen 1650 und 1880

Bezüglich des Umgangs mit dem Opiumschmuggel gab es in der politischen Elite des Kaiserreichs unterschiedliche Positionen. Der unter politisch interessierten Gelehrten einflussreiche Kalligraph und Agrarreformer Bao Shichen vertrat ab 1801 die Ansicht, dass der Auslandshandel insgesamt die wirtschaftliche Position Chinas schwäche. Der Import volkswirtschaftlich nutzloser Luxusgüter sorge für einen Abfluss von Silber in das Ausland. Infolgedessen empfahl er eine komplette Einstellung des Außenhandels Chinas mit den westlichen Mächten und sprach sich für ein System der Autarkie aus. Diese Wirkungen des Außenhandels traten im Opiumhandel noch deutlicher zu Tage. Bao Shichen schätzte, dass rund 3 Millionen seiner Landsleute pro Jahr für Opium rund 10 Millionen Tael Silber ausgäben. Diese Summe übertraf das komplette Steueraufkommen des Qing-Staats.
Bao schrieb den Europäern die treibende Rolle bei der Opiumepidemie zu, da er annahm, das in China hergestellte Opium würde nicht illegal im Land verkauft, sondern von den westlichen Kaufleuten nach dem Export wieder ins Land geschmuggelt. Ein militärisches Eingreifen westlicher Staaten zog Bao nicht in Betracht, da er an die Überlegenheit Chinas auf diesem Gebiet glaubte. Der Provinzgouverneur Chen Hanzhang betrachtete den Opiumhandel ebenso als großes gesellschaftliches Problem. Bei einem Abbruch der Handelsbeziehungen zu den westlichen Staaten fürchtete er jedoch eine militärische Revanche. Ebenso fürchtete er bei einem abrupten Ende des Außenhandels einen wirtschaftlichen und gesellschaftlichen Kollaps Südchinas, welcher eine Rebellion befördern könne. Eine Unterbindung des Schmuggels sah er nicht als möglich an, da die Sicherheitskräfte des Reichs die lange Küstenlinie nicht ausreichend kontrollieren könnten. Infolgedessen empfahl Chen durch Kontrolle und strafrechtliche Sanktionen den Opiumkonsum in China selbst zu bekämpfen. Der Vizeminister Xu Naiji sprach sich 1836 für eine Legalisierung des Opiumimports als Medizinprodukt aus. Er sah darin die beste Möglichkeit für den Staat, den Handel in kontrollierte und begrenzte Bahnen lenken zu können. Ebenso würde der Qing-Staat von Zoll- und Steuereinnahmen profitieren. Eine Ausrottung des Opiumkonsums durch rechtliche und polizeiliche Maßnahmen sah er als unrealistisch an. Ebenso warnte er vor nachteiligen Folgen für Wirtschaft und Gesellschaft in Südchina, sollte der Außenhandel vollständig eingestellt werden.
In Anbetracht der zunehmenden Opiumschwemme schwenkte der Kaiser Daoguang auf eine repressive Linie ein. Ab 1836 setzte der neue Provinzgouverneur von Guangdong und Guangxi, Deng Tingzhen, bestehende Gesetze gegen den Opiumschmuggel energischer durch. Dies traf vor allem die chinesischen Schmuggler, welche das Opium kurz vor der Küste von europäischen Händlern übernahmen, und zwang die britischen Exporteure dazu, das Opium immer öfter selbst nach Kanton zu schmuggeln. Bei der Planung der weiteren Politik orientierte sich Daoguang an einem 1838 verfassten Memorandum des Ministers Huang Juezi, in dem der Konsum der Endverbraucher des Opiums als Hauptursache des Silberabflusses identifiziert wurde. Er schlug vor, nach einer einjährigen Karenzzeit alle Opiumkonsumenten mit dem Tode zu bestrafen. Die Droge selbst und die mit ihr einhergehenden Konsumgegenstände sollten öffentlich vernichtet werden. Huang begründete diese Maßnahmen damit, dass in westlichen Staaten ähnlich drakonische Gesetze gälten, was eine Fehlinformation war. Huangs Memorandum konnte neben dem Kaiser viele hochrangige Würdenträger des Reichs umstimmen und die Befürworter der Legalisierung, allen voran Xu Naiji, fielen in Ungnade. Nach einem spektakulären Opiumfund in der nördlichen Hafenstadt Tianjin, welchen die chinesischen Behörden als Schmuggelware aus Kanton einordneten, entschloss sich der Kaiser, einen speziellen Gesandten nach Kanton zu entsenden, um den Schmuggel endgültig zu unterbinden. Die Wahl fiel auf Lin Zexu, der als mit umfassenden Vollmachten ausgestatteter Provinzgouverneur von Hunan und Hubei zu den prominenten Befürwortern von Huangs Memorandum zählte.

## Anlass

### Eskalation in Kanton

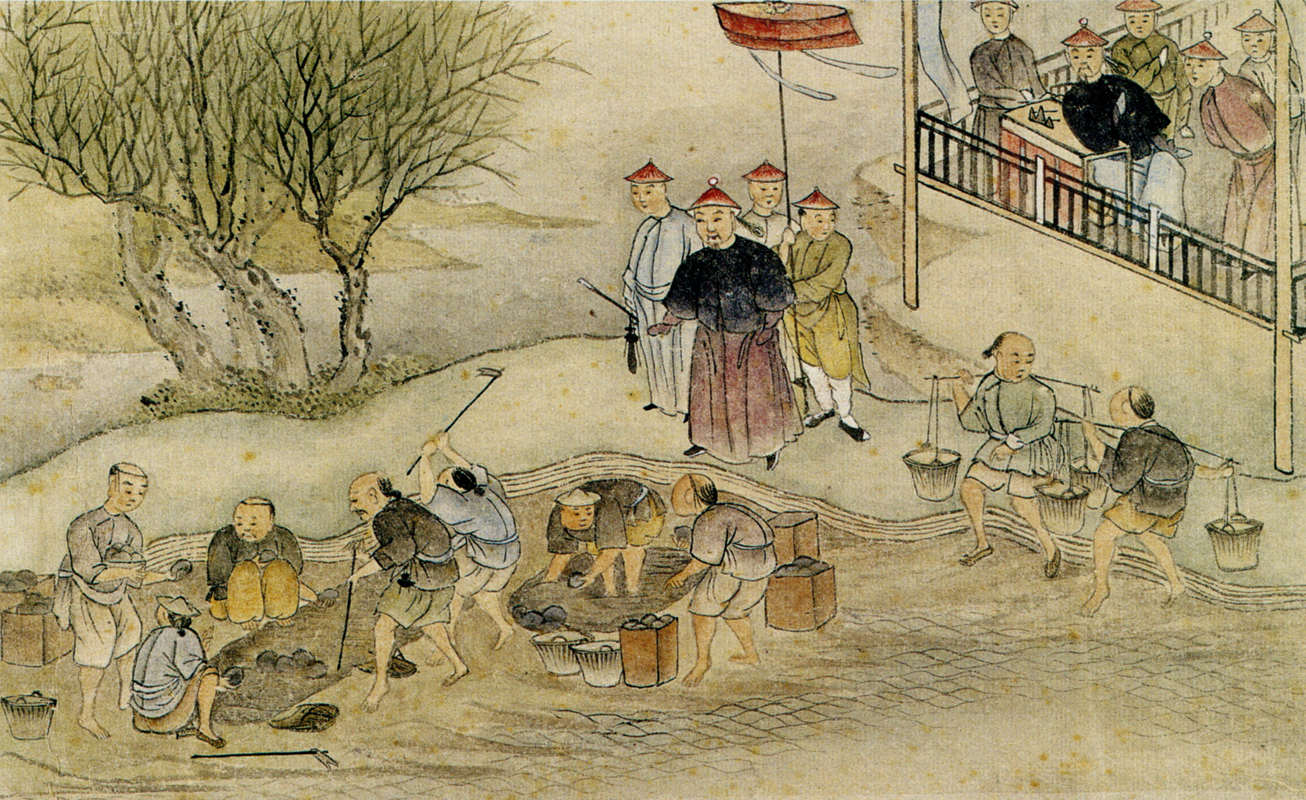
Zeitgenössische chinesische Zeichnung mit dem Motiv der öffentlichen Vernichtung des beschlagnahmten Opiums unter der Aufsicht von Lin Zexu (Datierung 19. Jahrhundert)

Lin Zexu kam am 10. März 1839 in Kanton an. Ihm vorausgegangen waren kaiserliche Befehle an den Gouverneur Deng Tingzhen, bekannte Opiumhändler zu inhaftieren. Er erklärte den Opiumschmuggel und -konsum öffentlich zum größten Problem Chinas und erklärte mittels Flugblättern seinen kaiserlichen Auftrag, diesen vollständig zu zerschlagen. Nach seiner Ankunft beschlagnahmten seine Männer mehrere tausend Pfund Opium von Chinesen und zerstörten öffentlich tausende Opiumpfeifen. Am 18. März 1839 forderte er per öffentlichem Edikt die ausländischen Händler in den Faktoreien auf, ihre Opiumvorräte seinen Behörden zu übergeben. Als dem am Folgetag nicht entsprochen worden war, verbot er den Kaufleuten das Verlassen der Faktorei. Drei Tage später drohte er mit der Hinrichtung des wichtigsten Hong-Händlers Howqua und eines weiteren chinesischen Geschäftspartners der Briten, sollte das Rauschmittel nicht ausgehändigt werden. Die Händler erklärten sich zur Übergabe von 1000 Kisten Opium bereit. Dies lehnte Lin ab und bestellte den Opiumhändler Lancelot Dent ein, um ihn zu befragen. Dent lehnte es ab, sich in die Hand der chinesischen Behörden zu begeben. Am 24. März verfügte Lin, dass alle chinesischen Angestellten und Diener die Faktoreien zu verlassen hätten. Ebenso verhängte er ein formelles Embargo über die rund 350 verbliebenen britischen, amerikanischen und niederländischen Staatsangehörigen im Faktoreibezirk.
In derselben Nacht kehrte Charles Elliot, der britische Handelssuperintendent aus Macau, nach Kanton zurück. Die Cohong-Gilde versorgte die Europäer unter der Hand weiter mit Nahrungsmitteln; aufgrund des Aufkeimens von Ausschreitungen zwischen Europäern und chinesischen Sicherheitskräften und Zivilisten angesichts öffentlicher Hinrichtungen von chinesischen Opiumschmugglern vor den Faktoreien befürchtete dieser jedoch eine weitere Eskalation. Um die Händler freizubekommen und Blutvergießen zu verhindern, ordnete er die Abgabe des Opiums an und versprach den Opiumhändlern eine Kompensation durch die britische Krone zu Marktpreisen. Der Marktwert der 20.283 in Kanton gelagerten Kisten Opium entsprach ungefähr einem Jahreshaushalt der Krone. Elliot handelte eigenmächtig und überschritt seine Kompetenzen, eine Rücksprache mit London erschien ihm jedoch aufgrund des sechsmonatigen Postwegs nicht möglich. Durch die Maßnahme konnte der Konflikt zunächst entschärft werden. Durch das Auftreten Lins und die weitere Aufrechterhaltung der Blockade bis zur vollständigen Erfüllung der Übergabeforderung kam Elliot jedoch zu dem Schluss, dass ein militärisches Auftreten gegen die Qing notwendig sei. Am 3. April 1839 bat er in einem Brief an Lord Palmerston um die Entsendung einer Flotte mit dem Ziel, den Jangtse von See her zu blockieren. Am 21. Mai 1839 durften die Ausländer Kanton gen Macau verlassen. Das Opium wurde auf Befehl Daoguangs öffentlich vernichtet. Im Juli 1839 eskalierten die Spannungen jedoch erneut, als die chinesische Regierung die Herausgabe eines britischen Seemanns verlangte, der wegen des Totschlags eines Chinesen angeklagt war. Da Elliot dem nicht Folge leistete, verbot Lin die Versorgung der britischen Schiffe in Macau. Die Briten verließen unter Elliots Kommando Macau in Richtung der kaum besiedelten Insel Hongkong. Am 4. September 1839 kam es bei der Insel zu einem ersten Seegefecht zwischen drei britischen Schiffen unter Elliots Kommando und chinesischen Kriegsdschunken, welche die Engländer schließlich in Hongkong einschließen konnten.

### Kriegsentscheidung der britischen Regierung

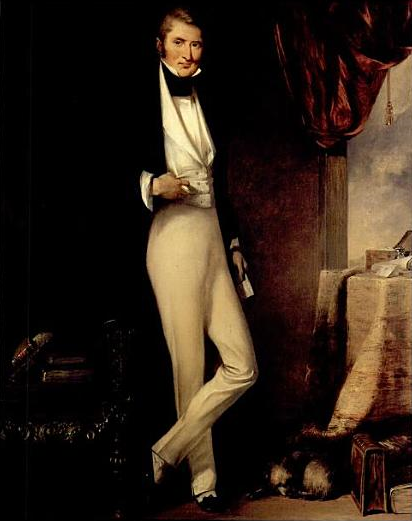
William Jardine, schottischer Arzt und Opiumhändler, Besitzer von 19 Clippern, liberales Mitglied des House of Commons und wichtigster Lobbyist für eine britische Intervention. Porträt von George Chinnery, 1820er Jahre

Der britische Außenminister Lord Palmerston erhielt im August 1839 Nachricht von der Forderung Elliots nach einer Flotte. Palmerston sah das Versprechen Elliots nach einer Kompensation der britischen Händler als Kompetenzüberschreitung seines Untergebenen. Die Forderung über rund 2 Millionen Pfund stellte die Whig-Regierung unter Lord Melbourne vor Probleme und das Kabinett traf sich am 1. Oktober 1839, um eine Lösung der Frage festzulegen. Lord Melbourne selbst brachte den Vorschlag ein, die Kompensationszahlungen der Ostindienkompanie aufzubürden, da sie vom jahrzehntelangen Opiumhandel profitiert hatte. Palmerston setzte sich jedoch zusammen mit dem Kriegsminister Lord Macaulay mit dem Vorschlag durch, China durch eine militärische Machtdemonstration zur Übernahme der Forderung zu zwingen. Sekundäres Ziel der Unternehmung sollten bessere Handelsbedingungen für Großbritannien sein. Palmerston legte hierfür einen Kriegsplan vor, der ihm 1836 nach dem Scheitern Napiers vom Opiumhändler James Matheson überreicht worden war. Ein Linienschiff, zwei Fregatten und mehrere Dampfschiffe sollten von Europa nach China entsandt werden. Durch die Seeblockade der wichtigsten Häfen und Flussdeltas sollten der Küstenhandel und Binnentransport von Getreide lahmgelegt und die Qing zu einem Friedensschluss zu britischen Bedingungen gezwungen werden. Ein Versuch der konservativen Opposition, den Krieg per Parlamentsbeschluss im Unterhaus zu stoppen, scheiterte am 10. April 1840. Der junge, tief religiöse William Gladstone kritisierte dabei die Politik der Regierung scharf und sprach im Unterhaus von „Palmerstons Opiumkrieg“. Weiter führte er aus, er fürchte sich vor Gottes Urteil über England angesichts des nationalen Unrechts gegen China. Die grundlegende Motivation hinter der britischen Kriegsentscheidung war die weitere Absicherung des informellen Opiumhandels, der für den Ausgleich des britischen Handelsdefizits mit China als notwendig gesehen wurde. Ein Zusammenbruch des Dreieckshandels zwischen Großbritannien, Indien und China hätte die Stabilität der britischen Staatseinnahmen gefährdet.
Die Strategie der britischen Regierung wurde von dem seit dem Misserfolg der Napier-Mission für den Krieg Lobbyismus treibenden Opiumhändler entscheidend mitgeprägt. William Jardines und James Mathesons Eingaben und Briefe überzeugten die politischen Entscheidungsträger, dass vom ungeeinten und mit inneren Problemen beschäftigten Qing-Staat keine ernstzunehmende Kriegsanstrengung auf See zu erwarten sei. Ebenso wiesen sie auf die Möglichkeit hin, die für China lebenswichtigen Seehandelswege an den Küsten zu blockieren. Der mittlerweile in Großbritannien weilende Jardine überzeugte Palmerston, eine Erweiterung der Flotte durch private Schiffe und Einheiten der Ostindienkompanie zuzulassen. Jardine schlug Palmerston auch das erste Angriffsziel, die Insel Zhoushan, vor, welche er als optimale Operationsbasis für die Handelsblockade der chinesischen Küste ansah.
Ende Juli 1840 versammelten die Briten eine Flotte von 22 Kriegsschiffen, davon 16 Linienschiffe, vier Dampfschiffe und vier weitere Kriegsschiffe im von den ehemals in Kanton eingeschlossenen Briten gehaltenen Hongkong. Begleitet wurden diese von 3600 bis 4600 britischen und indischen Soldaten in 27 Transportschiffen. Das militärische Kommando über die Flotte erhielt der seit 1837 im Rang eines Konteradmirals stehende George Elliot, ein Cousin von Charles Elliot. George Elliot, der seit den Napoleonische Kriegen kein Schiffskommando mehr innegehabt und sich eher als Schiffsdesigner hervorgetan hatte, wurde der politisch Verantwortliche für die Mission und erhielt von Palmerston die Befugnis, über einen Frieden zu verhandeln.

## Militärische Kräfteverhältnisse

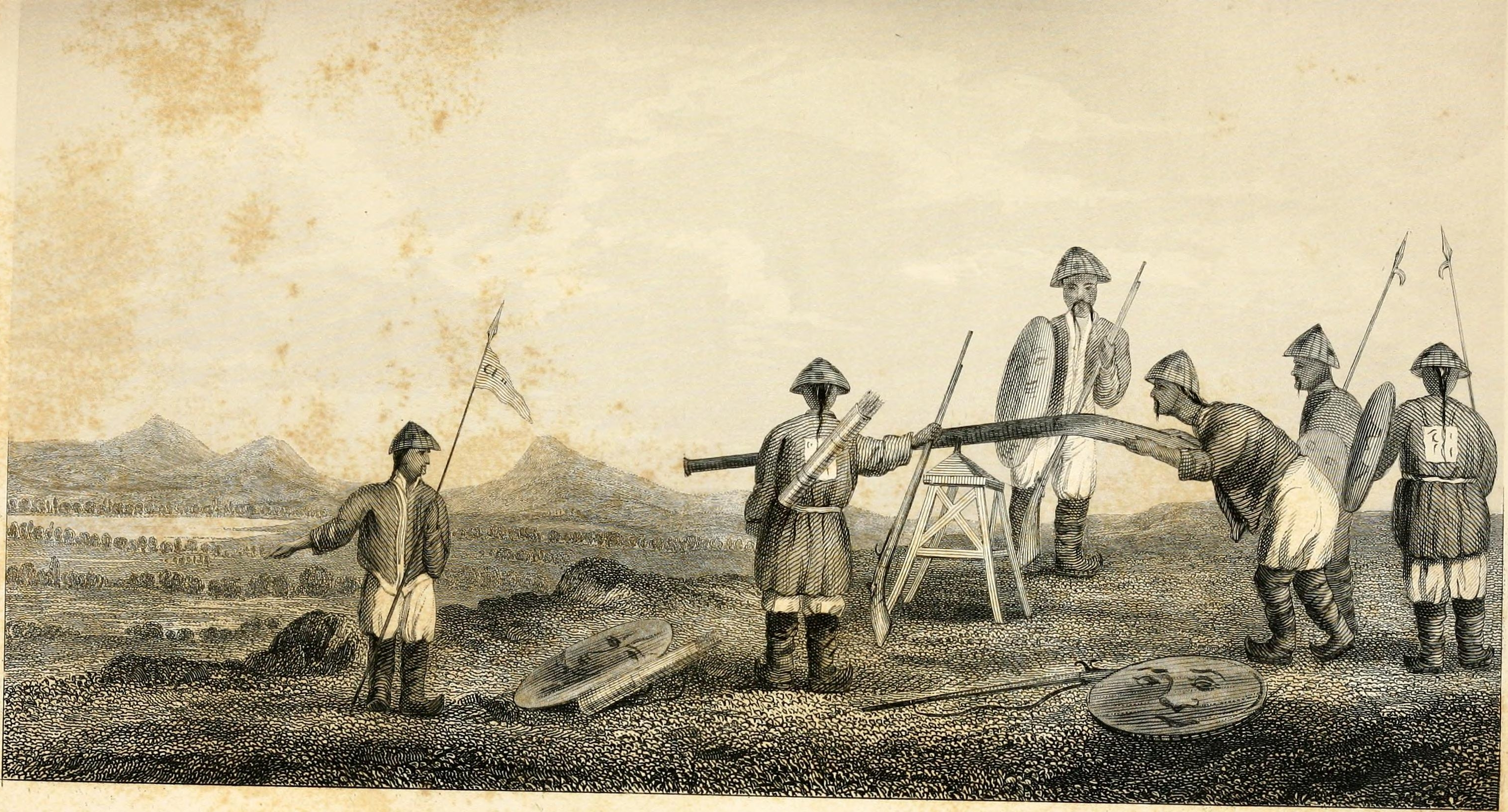
Zeitgenössische britische Illustration chinesischer Soldaten und ihrer Bewaffnung aus dem Buch Narrative of a Voyage Round the World von Edward Belcher (1843)

Die Struktur des Qing-Militärs stammte aus der Zeit der Gründung der Dynastie im 17. Jahrhundert. Die erbliche Militärelite des Qing-Staats bildeten die aus Mandschu bestehenden Acht Banner. Diese dienten als administrativer Rahmen für Rekrutierung und Training einer bestimmten Zahl von Soldaten im Kriegsfall; sie wurden dafür vom Staat mit Reis, Geld und Land entlohnt. Aufgrund ihrer Nähe zum Thron stellten sie die mobile Interventionstruppe des Kaisers für Militärkampagnen dar. Die zweite, jüngere Säule der Qing-Streitkräfte war die Grüne Standarte, eine Truppe von Berufssoldaten aus der Ethnie der Han. Diese waren in Garnisonen über das Land verteilt stationiert und dienten vor allem der Aufrechterhaltung des Landfriedens und im Einsatz gegen Rebellen und Banditen. Auf einen Bannersoldaten kamen rund drei Soldaten der Grünen Standarte. Seit dem Ende des 18. Jahrhunderts verfielen die Finanzmittel zur Erhaltung des Heeres. Dies schlug sich in der Versorgung der Bannersoldaten und dem Sold der Berufssoldaten nieder. Viele Mandschu gaben ihren erblichen Status auf und wandten sich zivilen Berufen zu. Die Unterfinanzierung der Streitkräfte äußerte sich in der Weiterverwendung längst veralteter Waffen, insbesondere bei der Artillerie. Stellenweise wurden sogar Feuerwaffen und Artillerie wieder durch Bögen und Nahkampfwaffen ersetzt, um deren teuren Unterhalt einzusparen. Da es zudem immer schwieriger wurde, ethnische Minderheiten in das Militär zu integrieren, verfielen die zentralen Strukturen seit 1820 und die Bedeutung lokaler Milizen (t’uan lien) unter der Kontrolle der ländlichen Gentry nahm zu.
Die mit Schusswaffen ausgerüsteten Qing-Soldaten verfügten über Luntenschlossmusketen, welche auf portugiesischen Modellen aus der Mitte des 16. Jahrhunderts basierten. Mit der typischen Soldatenmuskete konnte ein 3,8 g schweres Projektil über maximal 100 Meter verschossen werden. Ebenso verwendeten die Chinesen Schießpulver minderer Qualität, da die chemische Optimalzusammensetzung in China nicht bekannt war und die Herstellungsmethoden nicht wissenschaftlich optimiert waren. Die lokal organisierten Marineeinheiten Chinas bestanden aus Dschunken, welche nur rund zehn Kanonen trugen. Die Schiffe waren nur zum Einsatz im Fluss- und Küstengewässer fähig. Die Artillerie der Qing setzte sich aus Kanonen auf dem technischen Entwicklungsstand des 17. Jahrhunderts zusammen. Die in der Küstenartillerie defensiv eingesetzten Einheiten waren oft mit einhundert bis zweihundert Jahre alten Exemplaren ausgestattet.
Die Gesamtstärke des Qing-Heeres betrug auf dem Papier 800.000 Soldaten. In Kanton standen jedoch bei Kriegsbeginn nur 2400 Soldaten zur Verfügung. Die Dynastie benötigte Monate, um eine Reserve von 51.000 Soldaten aus dem Landesinneren an die Küsten heranzuführen. Neben den regulären Verbänden war die Rekrutierung von Irregulären (Yong wörtlich übersetzt: Tapfere) Usus in der Kriegsführung der Qing. Diese Kämpfer wurden aus der Zivilbevölkerung als Hilfstruppen vor Ort rekrutiert und erhielten nur ein rudimentäres militärisches Training.
Ein besonderes Problem stellte die Korruption innerhalb der Truppe dar. So betrachteten die völlig unzureichend ausgebildeten chinesischen Offiziere ihre Gehälter oft als eine Art Pension ohne Gegenleistung. Oft führten sie ein ausschweifendes Leben und verbrachten ihre Zeit mit Glücksspiel, Theaterbesuchen, Hahnenkämpfen und Opiumkonsum, oder sie betrieben nebenbei Wucher- und Hypothekengeschäfte.
Das Rechtssystem der Qing sah für Militärbefehlshaber zu Lande im Falle einer Niederlage die Todesstrafe als Sühneleistung vor. Die konfuzianistische Moral sah es als statthaft an, diesem entweder durch Tod im Gefecht oder Suizid zuvorzukommen. Dies führte dazu, dass Kommandeure in kritischen Momenten ausfielen, Berichte an die Zentralregierung im Eigeninteresse schönten und machten es dem militärischen System der Qing schwer aus Niederlagen rationale Schlüsse zu ziehen.
Die britische Seite verfügte auf See über Linienschiffe mit metallbeschlagenen Holzrümpfen. Dieser Schiffstyp verfügte über bis zu 120 Kanonen. Ebenso stellte die Ostindienkompanie mit der Nemesis das erste dampfgetriebene Kriegsschiff in Ganzmetallbauweise zur Verfügung. Dieses unter Geheimhaltung eigens für den Krieg in Dienst gestellte Schiff erreichte im November 1840 Macau. Zu Lande verfügten die Briten über disziplinierte, in Linientaktik operierende Militäreinheiten. Die britische Infanterie verwendete standardmäßig das um die Jahrhundertwende entwickelte Baker-Gewehr, welches ein 35 g schweres Geschoss rund 200 m zielgenau verschießen konnte. Die Auslösung des Schusses erfolgte über ein Steinschloss. Daneben war das erst 1837 eingeführte, per Perkussionsschloss gezündete Brunswick-Gewehr in Gebrauch, das bei einer Reichweite von 300 m 52 g schwere Geschosse verwendete. Die Waffen mit gezogenem Lauf der Briten waren den chinesischen Luntenschlossmusketen an Feuerwirkung, Reichweite, Präzision, Feuerrate und Zuverlässigkeit deutlich überlegen.
Bezüglich der Artillerie verfügten die Briten über die damals modernste Ausrüstung, die auf Basis aktueller naturwissenschaftlicher Erkenntnisse konstruiert war. Auf See ermöglichte die Karronade das Abfeuern schneller, wirkungsvoller Salven auf gegnerische Schiffe. Gegen die nach oben offenen Forts der Qing brachten Haubitzen mit ihrem Steilfeuer und Raketen einen taktischen Vorteil. Aufgrund ihrer modernen Bauart und technisch höherwertigen Verarbeitung war die britische Artillerie ihrem chinesischen Gegenstück an Reichweite, Feuerkraft und Mobilität deutlich überlegen. Die Artillerieoffiziere waren in Ballistik unterrichtet und erreichten durch die Berechnung der Flugbahn eines Projektils eine deutlich bessere Treffergenauigkeit als Anwender traditioneller Verfahren. Durch ihre Überlegenheit auf See konnten die Briten schnell und ungestört ihre Truppen zwischen verschiedenen Häfen verschieben. Das britische Expeditionskorps konnte durch einen Ex-Missionar und Angestellten von Jardine Matheson & Co. über eine Fülle nachrichtendienstlicher Erkenntnisse über die chinesische Seite verfügen. Karl Gützlaff hatte seit 1832 zunächst in der Opiumhandelsgesellschaft ein Spionagenetzwerk in Südchina ausgebaut. Nach Beginn des Krieges begleitete er das Expeditionskorps und stellte seine Fähigkeiten und Kontakte dem britischen Militär zur Verfügung.
Das britische Expeditionskorps bestand zum Kriegsende aus 25 konventionellen und 14 dampfgetriebenen Kriegsschiffen sowie einem Hospitalschiff und zwei Schiffen für Vermessungsaufgaben. Dazu gehörten rund 12.000 Soldaten für die Kriegsführung zu Lande, für deren Transport 66 Transportschiffe eingesetzt wurden. Zusammen mit dem seefahrenden Personal kam das Expeditionskorps an seinem höchsten Personalstand zu Kriegsende auf knapp 20.000 Mann.
Lin Zexu beschrieb nach der Gefechtserfahrung die Verhältnisse der Kampfkraft der Truppen beider Nationen folgendermaßen: „Ihre großen Kanonen haben eine Reichweite von rund zehn Li; sie können uns treffen, wenn wir es nicht können. Das ist ein Resultat der geringen Qualität unserer Munition. Wenn sie [die Briten] feuern, ist es so, als wenn ein ganzer Trupp unserer Soldaten nacheinander feuert. [Jeder ihrer Soldaten] feuert durchgehend ohne innezuhalten. Wenn wir einen Schuss abfeuern, brauchen unsere Soldaten viel Zeit für hastige Bewegungen, bevor sie erneut feuern. Dies ist das Ergebnis unserer mangelnden Vertrautheit mit diesen Künsten. (…) Obwohl es viele Offiziere und Soldaten mit militärischer Erfahrung in China gibt, haben sie nur Erfahrung im Nahkampf. Es scheint, sie haben nie ein Gefecht über acht bis zehn Li erlebt, bei dem man kämpfen muss, ohne das Gesicht des Feindes zu sehen. Deswegen sind unsere Kräfte oft unkoordiniert.“

## Verlauf

### Britische Marineexpedition unter Elliot
In Hongkong angekommen, teilte Elliot, der die Operationen von Juli bis November 1840 leitete, seinen Flottenverband aus Schiffen der Royal Navy, der Ostindienkompanie und privat betriebenen Schiffen auf. Ein Teil des Verbandes sollte Kanton und das Perlflussdelta blockieren. Der andere Teil des Verbandes sollte die an der Jangtsemündung gelegene strategisch wichtige Insel Zhousan unter die Kontrolle des Expeditionskorps bringen. Die Briten konnten die Insel und die Stadt Dinghai im Juli 1840 erobern. Nach einem kurzen und verheerenden Artilleriebombardement der britischen Schiffe gegen die im Hafen liegenden chinesischen Dschunken leisteten die chinesischen Truppen keinen Widerstand mehr. Die Briten errichteten eine Militärverwaltung, welche von Karl Gützlaff geführt wurde.
Die Bevölkerung der Insel, rund eine Million, ergriff die Flucht und setzte aufs Festland über. Der Stadtgouverneur der Qing beging an Ort und Stelle Suizid. Die britische Besatzungsgarnison verlor im Verlauf der nächsten Monate rund 400 Mann durch Krankheiten, was den weiteren Vormarsch der Briten verzögerte. Elliot reiste mit dem größten Teil seiner Flotte nach Norden in Richtung der Mündung des Hai He, während verbleibende Einheiten den Jangtse blockierten. Der Auftrag Elliots war, eine diplomatische Depesche an den Kaiser mit Forderungen zu überbringen und dieser durch eine militärische Machtdemonstration Nachdruck zu verleihen.

### Friedensverhandlungen in Kanton
Kaiser Daoguang reagierte auf den Kriegsausbruch zunächst mit dem Bestreben, den Krieg auf diplomatischem Weg zu beenden. Er machte Lin Zexu und Deng Tingzhen dafür verantwortlich, den Krieg ausgelöst zu haben. Sie wurden beide ihrer Ämter enthoben und in den Westteil des Kaiserreichs verbannt. Er beauftragte den Vizekönig von Zhili Qishan mit der Untersuchung der Verfehlungen Lins und beauftragte ihn, in Friedensverhandlungen mit Elliot zu treten. Qishan und Elliot trafen sich am 30. August 1840. Bei dem Treffen konnte Qishan sein Hauptziel, den Rückzug der britischen Flotte nach Südchina, durch die Festlegung des Verhandlungsortes Kanton erreichen. Hierfür hatte er Elliot eine Erfüllung der britischen Kriegsziele per Vertrag in Aussicht gestellt. Der Krieg kam damit zunächst zum Erliegen. Die Verhandlungen in Kanton begannen im Dezember 1840. Palmerston hatte Elliot einen weitreichenden Forderungskatalog für die Verhandlungen übermittelt. Dieser beinhaltete die vollständige Übernahme der Kriegskosten, Bezahlung des vernichteten Opiums und die Übernahme der Insel Zhousan vor der südchinesischen Küste als Handelsbasis unter britischer Souveränität. Darüber hinaus sollte das Monopol der Cohong-Gilde fallen und britische Händler mit jedem beliebigen Chinesen Handel treiben können. Dabei sollten britische Staatsbürger auf dem Gebiet Chinas nicht der Gerichtsbarkeit der Qing, sondern der Jurisdiktion der Krone unterstehen. Elliot trug diese Forderungen vor. Generalgouverneur Qishan wies den Forderungskatalog zunächst ab. Er und Elliot einigten sich schließlich auf eine Geldleistung der Cohong-Gilde von sechs Millionen Silberdollar für das zerstörte Opium an die britischen Händler. Ebenso stellte die chinesische Seite in Hongkong einen Stützpunkt unter chinesischer Souveränität in Aussicht, wie es ihn in Macau für die Portugiesen bereits gab. Dafür müssten sich die Briten von Zhoushan zurückziehen. Diese Insel hielt Elliot wegen ihrer Lage ohnehin für wenig geeignet für den Handel mit Kanton, während Hongkong den Vorteil leichter Verteidigungsmöglichkeiten bot.
Das als Konvention von Chuenpi bezeichnete Abkommen stieß bei Kaiser Daoguang wie beim britischen Außenminister Palmerston gleichermaßen auf Ablehnung. Palmerston kritisierte Elliots Handlungen und Verhandlungen als unentschlossen und ineffektiv. Elliot kehrte auch wegen seiner angegriffenen Gesundheit im November 1840 nach England zurück. Palmerston ersetzte ihn im April 1841 durch Sir Henry Pottinger und beauftragte diesen mit der Fortsetzung des Krieges. Qishan wurde ebenso wie Lin und Deng verbannt.

### Gefechte in der Provinz Guangdong
Kaiser Daoguang bestimmte den Mandschu-Adligen Yishan am 30. Januar 1841 zum Oberbefehlshaber im Krieg gegen die Briten. Dieser verließ nach zweiwöchigen Beratungen Beijing Richtung Süden. In der Zeit von Januar bis März 1841 wurden ihm 17.000 Soldaten aus verschiedenen Provinzen zugeteilt. Der Auftrag des Kaisers lautete, die Briten militärisch zu schlagen und physisch zu vernichten. Der Gouverneur benötigte für die Reise nach Kanton 57 Tage und erreichte es am 13. April 1841. Währenddessen hatte der bereits abberufene Elliot in der Ersten Schlacht von Kanton die lokalen Behörden in Kanton zur Wiederaufnahme des Handels mit den Briten gezwungen. Elliot befahl am 20. März 1841, nur sieben Kriegsschiffe vor Kanton zu belassen. Das Gros des Expeditionskorps sollte Xiamen angreifen. Elliot konnte sich jedoch mit seinen Flotten- und Armeebefehlshabern nicht einigen. Deswegen verblieb die Expeditionsflotte zunächst defensiv. Als der Handel nach Yishans Ankunft weitergeführt wurde, ging Elliot zunächst davon aus, dass die chinesische Seite Frieden anbieten würde. Aufgrund der nach und nach ankommenden Verstärkungen der Qing-Streitkräfte kam Elliot jedoch am 13. Mai 1841 zum Entschluss, dass ein chinesischer Angriff drohe und befahl seinen Truppen, sich darauf vorzubereiten. Ende Mai umfassten die Streitkräfte der Qing bei Kanton rund 25.000 Soldaten. Entgegen der Order des Kaisers stellte Yishan seine Truppen defensiv für die Verteidigung Kantons auf. Am 21. Mai 1841 ließ er einen Angriff auf die Briten durch speziell angeheuerte Yong-Soldaten mit Feuerbooten durchführen. Der Versuch, die britischen Schiffe auf dem Perlfluss zu vernichten, schlug fehl und die Zweite Schlacht von Kanton mündete in einer schweren chinesischen Niederlage, bei der die Briten die Küstenverteidigung und die Stadt bombardierten.
Yishan bat am 21. Mai 1841 um einen Waffenstillstand und akzeptierte Elliots Bedingungen, welche in etwa der vormaligen Konvention von Chuenpi entsprachen. Der Kantonhandel wurde angesichts der Bedrohung durch die militärischen Aktionen der Briten von den chinesischen Lokalbehörden wiederaufgenommen. Am 30. und 31. Mai 1841 stellte sich beim Sanyuanli-Vorfall eine große Menschenmenge aus Dörflern und Milizionären den britischen Truppen entgegen. Die Aktionen der Landbevölkerung wurden durch Grabschändungen, Plünderungen und Vergewaltigungen der britischen Truppen motiviert. Nachdem sich die Briten in einem nahegelegenen Fort verschanzt hatten, gelang es den Qing-Beamten, die Menge zu zerstreuen, da sie den sich abzeichnenden Waffenstillstand nicht gefährden wollten. Im Zuge des Rückzugs der chinesischen Verstärkungen und der Zahlung von einer Million Yuan zogen sich die britischen Kräfte am 1. Juni 1841 wieder aus Kanton zurück. Yishan schilderte die Geschehnisse in seinen Memoranden an den Kaiser als ein dauerhaftes Ende des Krieges, obwohl er Hinweise hatte, dass die britische Flotte weiter nach Norden vorgehen wollte, um sich weitere Zugeständnisse zu sichern. Kaiser Daoguang befahl in Annahme eines Kriegsendes am 28. Juli 1841 aus Budgetgründen die Entlassung der in den anderen Küstenprovinzen aufgrund der Kämpfe aufgestellten Verstärkungstruppen.

### Britische Militärkampagne entlang der östlichen Küstenprovinzen
Im Sommer 1841 wurde die britische Expeditionsflotte durch Krankheiten und Sturmschäden an weiteren Operationen gehindert. Im Juli 1841 erfuhr Elliot von seiner Ablösung durch Pottinger. Diesem hatte Lord Palmerston nochmals Instruktionen mitgegeben. Er solle die geräumte Insel Zhousan wieder besetzen und in Verhandlungen mit einem Generalbevollmächtigten des Kaisers mit Entscheidungskompetenz treten. Diese sollten nicht in Kanton, sondern entweder in Zhoushan oder Tianjin geführt werden. Bezüglich der von China zu leistenden Reparationen solle er sich nicht mit weniger als 3 Millionen Pfund (entsprechend rund 12 Millionen Yuan in Silber) zufriedengeben. Um diese Forderungen gegenüber dem Kaiser durchzusetzen, sollte Pottinger weiter militärisch aggressiv vorgehen. Nach 57 Tagen Reisezeit und einem kurzen Zwischenaufenthalt in Indien erreichte Pottinger am 10. August 1841 den ostasiatischen Kriegsschauplatz und setzte den bereits unter Elliot gefassten Plan in die Tat um. Am 1. Oktober 1841 eroberten sie erneut Dinghai auf der Insel Zhoushan. Am 10. Oktober 1841 nahmen sie die Stadt Zhenhai ein. Diese Eroberung ermöglichte die Besetzung von Ningbo drei Tage später. Nach der Schlacht um Zhenhai verstarb der als Nachfolger von Yishan ernannte Sondergesandte des Kaisers und Provinzgouverneur von Jiangsu Yuqian nach einem Suizidversuch. Anlässlich der Schlacht von Xiamen erreichten den Kaiser erstmals Berichte, dass die Briten Bodentruppen und Artillerie zu Lande einsetzten. Bisher hatten alle Berichte aus dem Süden wahrheitswidrig berichtet, dass sich die Briten bei ihren Operationen zu Lande auf Überläufer aus der Han-Ethnie stützten. Am 26. Oktober 1841 eroberten die Briten die Hafenstadt Xiamen. Die Kampagne zur Eroberung Hong Kongs kostete das über See mobile Expeditionskorps 53 Tage.
Daoguang beauftragte nach dem Misserfolg Yuqians den General Yijing, einen Gegenangriff gegen die Briten in Südchina zu organisieren. Yijing verließ die Hauptstadt Beijing am 30. Oktober 1841. Nach seiner Reise gen Süden und dem Zusammenziehen von mehreren Zehntausend Soldaten aus verschiedenen Provinzen erfolgte diese Offensive am 10. März 1842. Dabei griffen chinesische Truppen simultan Ningpo, Zhoushan und Zhenhai an. Die Gegenoffensive blieb jedoch wirkungslos und führte nur bei der Schlacht von Ningpo zu größeren Gefechten, welche die Briten jedoch rasch für sich entschieden. Der gleichzeitig stattfindende Angriff auf Zhenhai wurde von den Briten nach Vorwarnung aus der Zivilbevölkerung rasch niedergeschlagen. Yijing hatte für die Gegenoffensive nur rund 8.400 seiner Soldaten abgestellt. Nach dem Scheitern seines Auftrags schilderte er dem Kaiser in wahrheitswidrigen Berichten große Verluste unter den Briten, deren Stärke er bei Ningbo mit 18.000 statt mit 3.000 Mann angab. Ebenso vermeldete er wahrheitswidrig den Tod hoher britischer Offiziere und mehrerer hundert Soldaten. Auf Zhoushan fand kein Angriff statt, da der chinesische Schiffsverband verspätet eintraf und nach der Nachricht der Niederlagen von Zhenhai und Ningbo keinen Angriff durchführte. Der dortige Marinebefehlshaber richtete mit Wissen Yijings einen gefälschten Bericht über eine nicht stattgefundene Seeschlacht an den Hof. Darin vermeldete er die Zerstörung eines großen britischen Kriegsschiffs und mehrerer kleinerer Schiffe. Yiying wurde nach dem Krieg zunächst zum Tode verurteilt, von Daoguang jedoch ins Exil nach Xinjiang begnadigt. Nach dem Scheitern der Offensive wandte sich der Gouverneur von Zhenjiang Li Yunke an den Kaiser. Als erster Beamter vor Ort schilderte er dem Kaiser in einem offiziellen Bericht die technische Überlegenheit der britischen Waffen zur See und zu Lande und gab gegenüber dem Kaiser zu, dass auch eine Verteidigung gegen das Expeditionskorps nur schwer möglich sei. Aufgrund der Seeüberlegenheit der Briten wäre selbst ein isolierter Sieg zu Lande sinnlos, da die Briten ihre Truppen über den Seeweg rasch bewegen könnten. Li berichtete ebenso, dass durch die Kampfhandlungen und die britische Blockade der Fluss- und Küstenhandelswege eine Hungersnot drohe und bei einer Fortführung des Krieges mit ernsthaften Unruhen in der südchinesischen Bevölkerung zu rechnen sei. Außerdem stellte er dar, dass die Kriegskosten für die Verteidigung der Küstenprovinzen auf längere Sicht nicht tragbar seien. Daoguang reagierte auf den Bericht zunächst nur mit der Anfrage an seine hohen Beamten, Ideen zur weiteren Finanzierung des Krieges schriftlich einzubringen. Im April 1842 beriet sich Daoguang in der Hauptstadt mit dem Mandschuadligen Qiying und sandte ihn mit der Order, einen militärischen Sieg zu erringen und im Anschluss den Krieg durch diplomatische Zugeständnisse zu beenden.
Nach Eintreffen von Verstärkungstruppen aus Indien fielen im Sommer 1842 Shanghai und Zhenjiang. Nach dem Fall von Zhenjiang im Juli 1842 autorisierte Daoguang Qiying, eine Verhandlungslösung mit den Briten zu deren Konditionen zu suchen. Die Untergebenen des Kaisers Qiying und Niu Jian hatten bereits vorher unautorisiert Gespräche mit den Briten geführt. Dies hielt die Briten jedoch nicht davon ab, weiter ihre Militärkampagne zu verfolgen. So fiel mit Nanjing der Sitz des Gouverneurs Niu Jian im August 1842 an das britische Expeditionskorps. Am 13. August 1842 begannen auf einem britischen Kriegsschiff vor Nanjing die Friedensverhandlungen durch den Unterhändler Zhang Xi im Auftrag Qiyings.
Die britische Seite verzeichnete bis zum Kriegsende 530 Mann Verluste, davon 69 im Gefecht Getötete. Über die chinesischen Verluste liegen keine genauen Zahlen vor. Schätzungen belaufen sich auf 18.000 bis 20.000 Tote und Verwundete.

## Folgen

### Verträge von Nanking und Humen

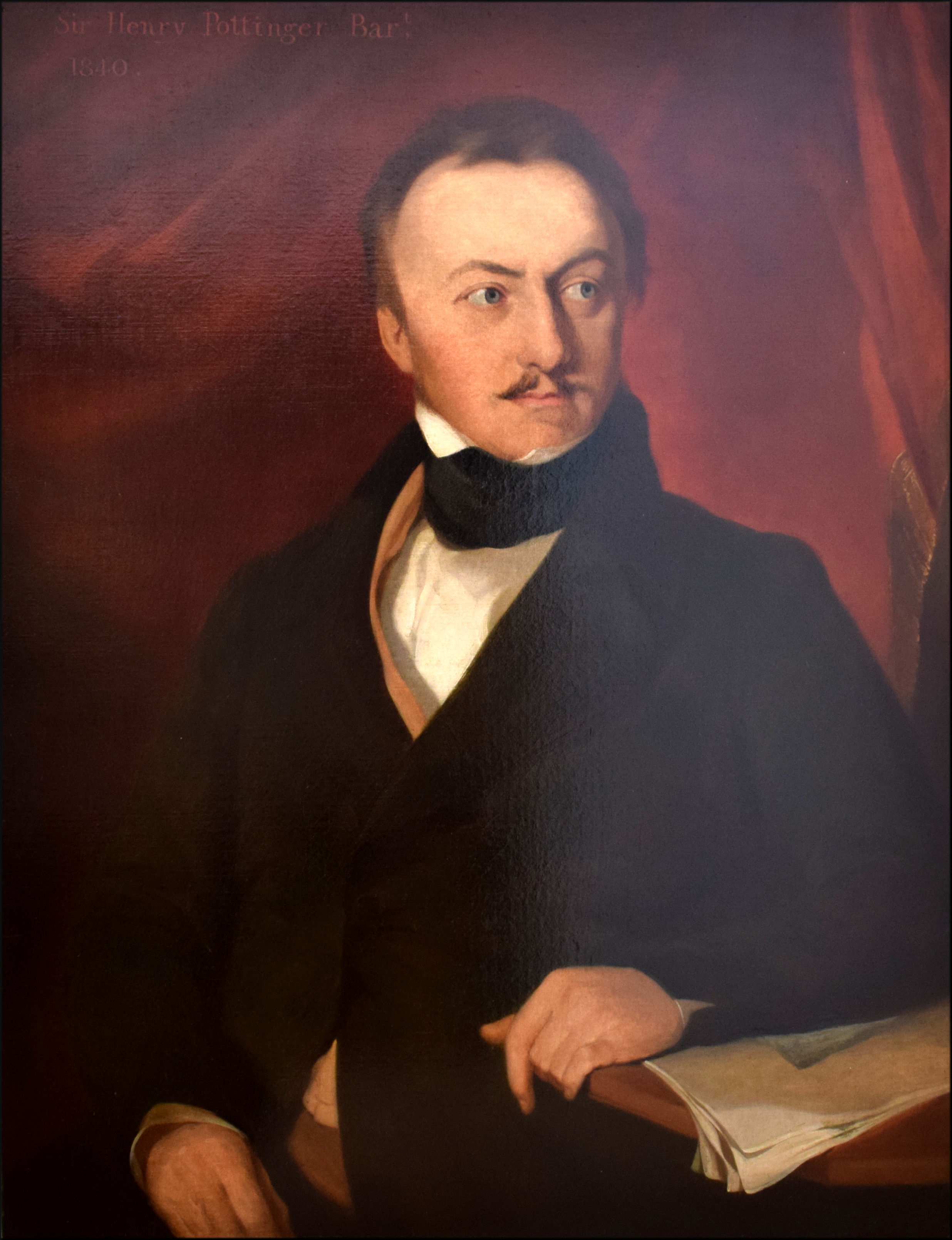
Sir Henry Pottinger, der britische Unterzeichner des Vertrages von Nanking. Porträt von Samuel Laurence (1840)

Am 29. August 1842 endete der Krieg mit dem Vertrag von Nanking, dem ersten der sog. Ungleichen Verträge. An diesem Tag unterzeichneten der britische Bevollmächtigte, Generalleutnant und spätere Gouverneur von Hongkong Henry Pottinger und die Mandschuadligen Qiying und Ilibu den Vertrag an Bord des britischen Flaggschiffs HMS Cornwallis, welches vor Nanjing vor Anker lag. Er verpflichtete die Chinesen unter anderem zur Öffnung der Handelshäfen Kanton, Xiamen, Fuzhou, Shanghai und Ningbo für Ausländer und zur Duldung weitgehend unbeschränkten Handels. Damit wurde die Cohong-Gilde durch den Vertrag aufgelöst. Ebenso verpflichtete sich China zur Abtretung Hongkongs sowie zu Reparationszahlungen, die sowohl die Entschädigung für das zerstörte Opium als auch die britischen Kriegskosten decken sollten. Von der Gesamtsumme von 21 Millionen Tael, zahlbar in sieben Raten bis 1845, entfielen 12 Millionen auf die britischen Kriegskosten und 9 Millionen auf die Entschädigung für die Opiumhändler. Daneben forderte der Vertrag die Freilassung aller noch festgehaltenen britischen Staatsbürger und Straffreiheit für einheimische Kollaborateure. Die Briten verpflichteten sich, die Blockade der chinesischen Küstenschifffahrt bei Akzeptanz des Vertrags aufzuheben. Der Abzug der britischen Kriegsschiffe sollte jedoch erst nach vollständig erfolgter Zahlung der Reparationen erfolgen. Der Vertrag ging auf die Problematik des Opiumschmuggels selbst nicht ein. Das Wort „Opium“ kam nur einmal bei der Festlegung der Reparationszahlungen vor. Beide britische Regierungen scheuten aus innenpolitischen Erwägungen, eine Legalisierung des Opiumhandels zu fordern. Die Opiumhändler selbst stellten diese Forderung auch nicht, da die etablierten Kantonhändler durch eine Fortführung des Schmuggels weniger Konkurrenz zu erwarten hatten.
Nach dem Abschluss des Vertrags von Nanjing kam es auf Betreiben Daoguangs zu Verhandlungen über einen Ergänzungsvertrag. Dieser am 8. Oktober 1843 unterzeichnete Vertrag von Humen sicherte britischen Staatsbürgern juridische Extraterritorialität zu, ebenso erlaubte er britischen Kriegsschiffen den Eintritt in die Vertragshäfen, solange sie die Absicht verfolgten, ihre eigenen Staatsbürger zu kontrollieren. Ebenso setzte er für 26 Handelsgüter fixe Importzölle fest, so dass das Kaiserreich gegenüber Großbritannien die Souveränität über die eigene Zollpolitik einbüßte. Großbritanniens Status als einflussreichste ausländische Macht in China wurde durch den Passus festgeschrieben, dass, sobald ein anderes Land günstigere Handelskonditionen erhalte, diese für Großbritannien auch gelten müssten. Die juridische Exterritorialität erschien den Briten angesichts der fehlenden zivilrechtlichen Möglichkeiten des chinesischen Rechtssystems und der häufigen Verwendung der Folter durch die Strafjustiz als zwingend erforderlich. Die im Opiumkrieg erworbene Kolonie Hong Kong entwickelte sich zum wichtigsten Grundpfeiler des britischen Weltreichs in Ostasien.

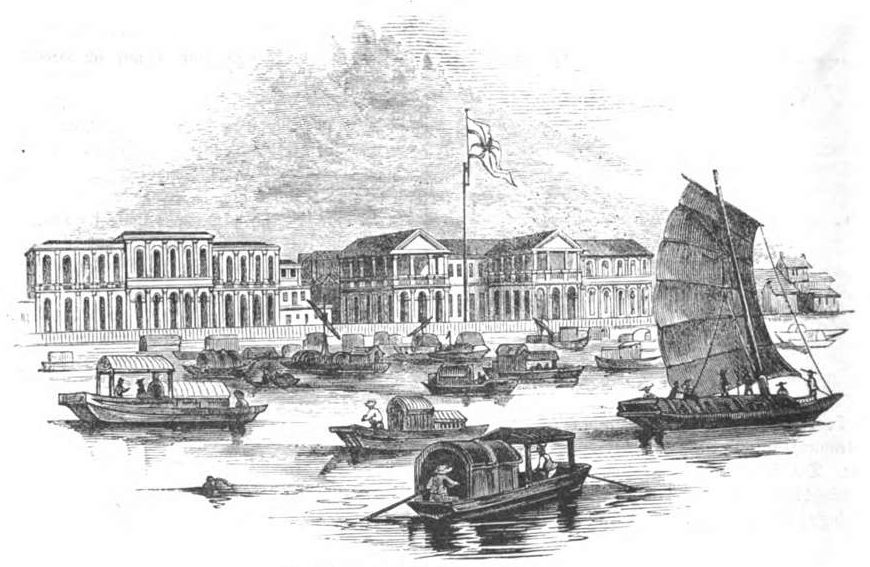
Der Union Jack über den englischen Faktoreien in Kanton (1843)

Der im 20. Jahrhundert arbeitende nationalchinesische Diplomat und Historiker T.F. Tsiang beschrieb die Auswirkungen des Krieges für die chinesische Außenpolitik folgendermaßen: „Zwischen China und dem Westen besteht ein sonderbares Verhältnis. Vor dem Opiumkrieg wollten wir sie nicht als Gleiche behandeln; nach dem Opiumkrieg waren sie nicht willens uns als Gleiche zu behandeln.“
Die Konzessionen an die Briten wirkten für andere europäische Mächte wie ein Dammbruch. Die Qing-Regierung schloss aus ihrer Position der Schwäche 1844 weitere Ungleiche Verträge mit Frankreich im Vertrag von Huangpu und den USA mit dem Vertrag von Wanghia. Das Kaiserreich China schaffte es nicht, die Souveränität über den Außenhandel zurückzugewinnen. Das Recht, die Zölle selbst zu bestimmen, erreichte erst die Republik China 1928 wieder. Der einseitige Meistbegünstigtenstatus für Großbritannien fiel 1943. Hongkong blieb bis zu seiner Rückgabe an die Volksrepublik China 1997 britische Kronkolonie.
Einige Monate nach der Unterzeichnung des Vertrages von Nanking setzten auch die preußischen Seehandelsaktivitäten mit China ein, die über Singapur liefen, dessen Hafen von den Engländern für den Freihandel geöffnet wurde. Neben der Preußischen Seehandlung wurden auch private Handelshäuser aus Hamburg und Leipzig aktiv. Angesichts des geringen Industrialisierungsgrades Preußens trafen die Exporte jedoch auf geringe Nachfrage. Die deutschen Hansestädte wickelten ihren Handel demgegenüber meist über England und die USA ab.

### Politische und wirtschaftliche Auswirkungen in Ostasien
Der Erste Opiumkrieg leitete den Niedergang Chinas von der einst unumschränkten Hegemonialmacht Asiens zu einer informellen Kolonie westlicher Mächte ein, die China bis zur Wende zum 20. Jahrhundert bleiben sollte. Die herrschende Staatsideologie, welche China und sein Kaisertum als Zentrum der zivilisierten Welt propagierte, wurde durch die Niederlage und die erzwungenen Zugeständnisse für europäische Militärs und Geschäftsleute unterminiert, auch wenn die Qing-Dynastie nach dem Krieg versuchte, an ihr festzuhalten.
Lin Zexu schilderte die Auswirkung des Kriegsendes innerhalb der gesellschaftlichen Elite des Landes folgendermaßen: „Nach dem Friedensschluss war die Hauptstadt wieder ruhig und fröhlich. Die Stimmung war wie nach dem Ende des Regens, wenn die Leute den Donner vergessen. In vergnüglichen Unterhaltungen wurde das Thema des Krieges ein Tabu, das nicht zur Sprache gebracht wurde.“
Der Opiumkrieg bedingte durch die jahrelange Unterbrechung des Außenhandels in Südchina eine Verschärfung der wirtschaftlichen Lage für weite Bevölkerungsteile. Darüber hinaus verschärfte er die soziale Spaltung entlang der ethnischen Konfliktlinie zwischen den privilegierten Mandschu und dem Staatsvolk der Han-Chinesen, da sich beide Seiten für die demütigende Niederlage gegenseitig verantwortlich machten. Die Öffnung Chinas für Missionare und die sozialen Folgen des Krieges schufen den Nährboden für die Taiping-Rebellion, bei welcher der Sektenführer Hong Xiuquan christliches Gedankengut und die Antipathie gegen die Mandschu zu einem religiös-politischen Gegenentwurf zur Kaiserherrschaft vermengte. Die Rebellion stellte den verlustreichsten Bürgerkrieg der chinesischen Geschichte dar. Der Verfall der dynastischen Macht trug in Verbindung mit einer Reihe von Naturkatastrophen entscheidend zu einer Reihe von weiteren Rebellionen auch während des und nach dem Zweiten Opiumkrieg bei: Nachdem der Taiping-Aufstand 1850–1864 16 von 18 Provinzen Chinas und mehr als 600 Städte erfasst hatte, verwüstete der Nian-Aufstand, eine Banditenrebellion, zwischen 1851 und 1868 acht Provinzen. Die Panthay-Rebellion, der Aufstand der Moslems in Yunnan 1855–1873, führte zu Hungersnöten und Bevölkerungsschwund in der Region. Weitere Aufstände begannen während des Zweiten Opiumkrieges.
Die Ausgaben des kaiserlichen Staates für die Rekrutierung und den Unterhalt von Militäreinheiten sowie den Bau von Waffen, Befestigungen und Schiffen belasteten den Haushalt auf verschiedenen Ebenen um rund 25 Millionen Tael Silber. Im Kriegsverlauf mobilisierte das Kaiserreich nochmals 5 Millionen Tael Silber über Kontributionen aus der Bevölkerung.
Nach Kriegsende ordnete Daoguang den Wiederaufbau der zerstörten Küstenverteidigungsanlagen in den ehemals von den Briten besetzten Städten an. Auf Anregung von Qiying formulierte Daoguang die Absicht, Kriegsschiffe nach westlichem Muster zu bauen. Da der Bau aufgrund fehlenden Materials und fehlender technischer Expertise nur schwer zu bewerkstelligen war, verlief diese Initiative im Sand. 1842 schlug Daoguang eine Eingabe des Gouverneurs Qi Qong ab, Ausländer zum Bau von Dampfschiffen anzuheuern. 1843 lehnte es der Kaiser ab, ihm präsentierte Perkussionsschlossmusketen in China nachbauen zu lassen, da er dafür keine Notwendigkeit sah. Eine technische oder organisatorische Modernisierung des Qing-Militärs fand nach den schweren Niederlagen des Opiumkrieges nicht statt. Daoguang beauftragte den bereits im Opiumkrieg eingesetzten Mandschuadligen Qiying mit dem weiteren Umgang mit den Briten. Qiying nutzte diese außenpolitische Funktion, um entgegen sporadisch aufflammenden Gewaltakten zwischen Europäern und der chinesischen Bevölkerung einen erneuten Krieg durch Zugeständnisse und die Befolgung der bereits ausgehandelten Verträge zu verhindern. Die Schwäche des Qing-Militärs wurde im Zweiten Opiumkrieg 1856 erneut von westlichen Staaten ausgenutzt, um wirtschaftliche Zugeständnisse zu erzielen. Während das Kaiserreich von der Taiping-Rebellion erschüttert wurde, eroberte eine britisch-französische Koalition Peking und zerstörte den Sommerpalast des Kaisers. Diese erneute Niederlage führte im Zusammenwirken mit der Rebellion zur Selbststärkungsbewegung, bei der die Eliten des Qing-Staates eine Modernisierung des Militärs, der Wissenschaft und der Wirtschaft anstrebten. Die im Opiumkrieg verlorene Souveränität über den Außenhandel schränkte jedoch die Handlungsfähigkeit der Reformer ein, da es ihnen nicht möglich war, die eigene Wirtschaft durch Protektionismus gegen die Konkurrenz abzusichern.
Die Menge des nach China importierten Opiums stieg nach dem Krieg auf 50.000 Kisten im Jahre 1849. Daoguang versuchte mehrmals, die chinesischen Händler und Konsumenten mit strafrechtlichen Maßnahmen zu unterdrücken, diese hatten jedoch keinen Erfolg. Nach der erzwungenen Legalisierung der Droge infolge der Niederlage im Zweiten Opiumkrieg beherrschten westliche Firmen bis in die 1870er-Jahre den chinesischen Opiummarkt. Danach wurden sie nach und nach von einheimischen Produzenten vom Markt verdrängt. Die Legalisierung führte zu einer deutlichen Zunahme des Opiumanbaus und -konsums. Zu Beginn des 20. Jahrhunderts belief sich die einheimische Opiumproduktion auf das Zehnfache des Imports zur Mitte des 19. Jahrhunderts.
Der britisch-chinesische Wirtschaftshistoriker Kent Deng hebt aus modernisierungstheoretischer Perspektive hervor, dass der Außenhandel nach dem Krieg immer stärker von der Nachfrage der Konsumenten (zunächst vor allem nach Opium) gesteuert wurde. Das unterhöhlte das schwache kameralistische Zoll- und Steuersystem, führte aber zu einer Stärkung der Märkte. Die fragmentierte ländliche Naturalwirtschaft, welche billige Lebensmittel mit billiger Arbeitskraft in einem Maße produzierte, das mit dem Bevölkerungsanstieg mithalten konnte, benötigte noch kaum Industrieprodukte. Allein der Boden war Basis für vererbbaren Reichtum, die zufließenden ausländischen Silbermünzen (Pesos, Silberdollars) und -barren wurden eher gehortet denn als Zahlungsmittel genutzt, und überregionale Marktbeziehungen basierten auf persönlichen Kontaktnetzen oder Privilegien, von denen Ausländer ausgeschlossen waren, die nur in Kanton handeln durften. Der Vertrag von Nanking habe diese Entwicklungsfalle teilweise beseitigt, die Eigentümerrechte der in China tätigen Geschäftsleute – der ausländischen wie der chinesischen – gestärkt, die Schaffung neuer Institutionen wie z. B. Händlervereinigungen zur Verteidigung der Eigentümerrechte angestoßen, die kleinteilig-puzzleartige chinesische Wirtschaft stärker integriert, die Transaktionskosten gesenkt, neue Konsummuster hervorgerufen und das Chaos der Zahlungsmittel mit mehr als 50 Silbergewichten allmählich bereinigt. Die Durchsetzung dieser Veränderungen hätte sich jedoch bis etwa 1890/1895 hingezogen. Damit einher ging eine Aufwertung des vom Konfuzianismus verachteten Händlerstandes. Stefan Kroll untersucht, wie seit dem Ersten Opiumkrieg China begann, durch Übersetzung wichtiger Werke allmählich den normativen Rahmen des Völkerrechts zu adaptieren, ihn jedoch sehr spezifisch auszulegen.
In Japan war man aufgrund des Kriegsausgangs und angesichts der dadurch deutlich gewordenen Überlegenheit des Westens alarmiert. Hier wurden die lokalen Clan Lords, die noch 1837 angewiesen worden waren, ausländische Schiffe gewaltsam zu vertreiben, aufgefordert, zumindest ausländische Schiffbrüchige besser zu versorgen, um keine Konflikte zu provozieren. Angesichts der eigenen Schwäche des Tokugawa-Shogunats reichte eine Machtdemonstration des US-amerikanischen Admirals Matthew C. Perry mit vier Schiffen aus, um das Land zu weitreichenden Zugeständnissen im Vertrag von Kanagawa zu bewegen. In Japan folgte jedoch eine erfolgreiche Modernisierung im Rahmen der Meiji-Restauration, welche die Machtverhältnisse zwischen China und Japan Ende des 19. Jahrhunderts umkehren sollten. Dafür, dass die durch ökonomischen Druck erzwungene Modernisierung in Japan effektiver verlief als in China, machen Fairbank u. a. vor allem den wesentlich höheren Bildungsstand in Japan im Vergleich zu China und die früher einsetzende Entwicklung eines modernen Nationalismus mit der Idee eines starken Zentralstaats verantwortlich. Für die USA war die nicht-militärische Marktöffnung Japans mit weitaus weniger Kosten verbunden als die Öffnung des chinesischen Marktes für die Briten.

### Politische und wirtschaftliche Folgen in Großbritannien
Während des Krieges entwickelte sich eine Kritikerbewegung gegen den Opiumhandel, welche diesen als amoralisch und schädlich sowohl für britische als auch für chinesische Interessen erachtete. Dabei diente The Times als wichtigste Zeitung des Landes als Plattform für die Gegner des Krieges und kritisierte beide Regierungen für den Ausbruch beziehungsweise die Führung des Krieges. Lin Zenxu hatte 1839 zwei Briefe an die Königin Victoria geschickt, in denen er auf die Folgen des „Giftes“ hinwies, wobei er fälschlicherweise annahm, dass Opium in England verboten sei. Diese Briefe hatte die Königin allerdings nie erhalten. Einer davon erreichte England im Januar 1840 durch einen Kapitän, der sich gegenüber den Schiffseignern, die den Quäkern angehörten, verpflichtet hatte, kein Opium zu transportieren; das Außenministerium weigerte sich jedoch ihn entgegenzunehmen. Diesen Brief veröffentlichte zuerst das Chinese Repository in Kanton im Februar 1840 und dann die Times. Darin kritisierte Lin Zexu die britische Kriegspolitik als amoralisch. Ebenso veröffentlichte die Times Kritiken, welche den Opiumhandel aufgrund religiöser und humanistischer Argumente ablehnten. Nach der Regierungsübernahme der Tories schwenkte die Zeitung auf die Forderung um, den Krieg erfolgreich und für das britische Nationalprestige gesichtswahrend zu beenden. Vierzehn Jahre später, während des Zweiten Opiumkriegs, begleitete The Times die Kriegspolitik der Regierung Palmerston wohlwollend. Der Bewegung fehlte jedoch das politische Gewicht, um ihre Forderungen in Gesetze umzusetzen. Ein Antrag im Unterhaus, die Opiumproduktion in Indien zu beschränken, wurde 1843 abgelehnt. Die Tories, die im August 1841 die Regierung übernommen hatten, führten die Politik ihrer Vorgänger mit der Begründung des nationalen Prestiges fort und setzten deren Kriegsziele um, obwohl sie vormals durch einen (gescheiterten) Misstrauensantrag den Krieg verhindern wollten. Der neue Premierminister Robert Peel und seine Regierung versuchten, selbst möglichst wenig mit dem Opiumhandel in Verbindung gebracht zu werden. Peels Regierung verstärkte die Kriegsanstrengungen sogar und beließ das von den Vorgängern eingesetzte Führungspersonal. Während des Krieges stiegen einflussreiche Opiumhändler wie William Jardine und James Matheson in führende Gesellschaftskreise auf und erreichten Parlamentssitze. Der Krieg wurde von der britischen und im weiteren Sinne westlichen Öffentlichkeit nach dem Sieg als Notwendigkeit akzeptiert. Dabei gelangten die Argumente der britischen Kriegspartei um die Opiumhändler und Lord Palmerston, wonach der Krieg geführt worden sei, um das eigene nationale Prestige gegen die als demütigend empfundene Ungleichbehandlung durch den chinesischen Kaiserhof zu verteidigen, zu großer Verbreitung. Ebenso wurde die Ansicht vertreten, dass die erzwungenen Verträge der chinesischen Bevölkerung eine wirtschaftliche Verbesserung bringen würden. 1841 äußerte sich der US-Politiker und Ex-Präsident John Quincy Adams öffentlich mit diesen Argumenten, um einerseits den Krieg zu legitimieren und andererseits für eine aggressive Chinapolitik seines eigenen Landes zu werben.
Die britische Regierung und die Ostindienkompanie konnten nach dem Krieg ihre Profite aus dem Handel steigern und nach der Annexion des Sindh 1843 beherrschten sie die indische Opiumproduktion vollständig. Ab 1848 vervielfachte sich diese durch die Freigabe des Anbaus und der Verarbeitung in Indien. Sowohl die Ostindienkompanie als auch die Kolonialregierung Britisch-Indiens konnten aus dem gestiegenen Handelsvolumen zunehmend große finanzielle Gewinne abschöpfen. Die Konkurrenz durch indische und chinesische Zwischenhändler machte den Opiumhandel für britische Firmen aber später unrentabel. Diese zogen sich ab den 1870er-Jahren aus dem Geschäft zurück und widmeten sich anderen Gütern des Chinahandels.
Die britischen Erwartungen, dass eine Öffnung weiterer Vertragshäfen zu erhöhten Absatzzahlen britischer Industrie- und Fertigprodukte führen würde und man China zu einem zweiten Britisch-Indien ausbauen könne, erfüllten sich nach dem Krieg nicht. Obwohl England Dreiviertel aller ausländischen Firmen in China stellte und 80 Prozent des Außenhandels kontrollierte, waren die Exporte nach China geringer als nach Holland. Insbesondere das Binnenland wurde von den britischen Händlern kaum erreicht. 1847 kam es zur britischen Handelskrise mit „erheblicher Geldnoth“ und zahlreichen Konkursen, die außer durch Eisenbahnspekulationen durch „extravagante nur auf Geldmacherei berechnete Unternehmungen von und nach Ostindien“ (gemeint ist Ostasien) ausgelöst wurde. 1848 lagen die legalen Exporte aus dem britischen Wirtschaftsraum nach China sogar wieder unter dem Niveau von 1843. Während sie aufgrund der schwachen chinesischen Kaufkraft weiter fielen, blieb die englische Nachfrage nach chinesischen Konsumgütern, vor allem Tee und Seide, ungebrochen. Infolgedessen entwickelte sich erneut ein Handelsdefizit auf britischer Seite, das 1857 rund neun Millionen Pfund betrug. Palmerston stellte 1857 fest, dass neben dem offiziellen auf Silber basierenden Handel der Opiumschmuggel weiterhin notwendig war, um für die in England nachgefragten Importgüter zu bezahlen. Palmerston und andere machten für die mangelnde Steigerung des Exports von Industriegütern den von ihm selbst entworfenen Vertrag von Nanjing verantwortlich. Die Revision des Vertrages lieferte die Motivation für den Zweiten Opiumkrieg 1856.

### Erinnerungskultur und Historiographie
Die erste und prominenteste Analyse des Krieges lieferte der Gelehrte und Zeitgenosse von Lin Zexu Wei Yuan mit seinem Traktat Illustrierte Abhandlung über die Seekönigreiche. In diesem schilderte er den Konflikt eher als Handelsstreitigkeit als einen Eingriff in die Drogenpolitik des Kaiserreichs. In seiner Schilderung sprach er sich für freien Handel aus, um das Kaiserreich wirtschaftlich zu stärken und versuchte Wege zu zeigen, wie der bewaffnete Konflikt zu vermeiden gewesen wäre. Das Fazit seines Traktats lautete jedoch, dass China sich die Technologien und Fertigkeiten der Europäer aneignen müsse, um selbst eine Seemacht zu werden. Das Traktat erreichte weite Verbreitung, seine Thesen wurden jedoch von der Qing-Regierung ignoriert. In Japan verarbeitete der konfuzianistische Gelehrte Mineta Fuko 1849 chinesische Berichte des Krieges zu dem illustrierten Geschichtswerk Kaigai Shinwa. Dieses verband er mit dem Plädoyer, dass aufgrund der noch größeren Unterlegenheit Japans gegen die Europäer eine Modernisierung des Landes notwendig sei. Nach der Veröffentlichung wurde er inhaftiert und von der Familie verstoßen, sein Werk gelangte jedoch zum Ende der Tokugawazeit zu großer Verbreitung in Japan.
In der Republik China wurde das Andenken an den Opiumkrieg Teil der anti-imperialistischen Staatsideologie der herrschenden Kuomintang und markierte den Beginn des Jahrhunderts der Demütigungen, welches die chinesischen Nationalisten zu beenden suchten. Die Schwäche des Qing-Staates im Opiumkrieg diente ebenso der Delegitimation des monarchischen Regierungsmodells. Der Opiumkrieg wurde aber auch als Schockerlebnis gesehen, welches den Eintritt Chinas in die vom Westen dominierte Moderne markierte.

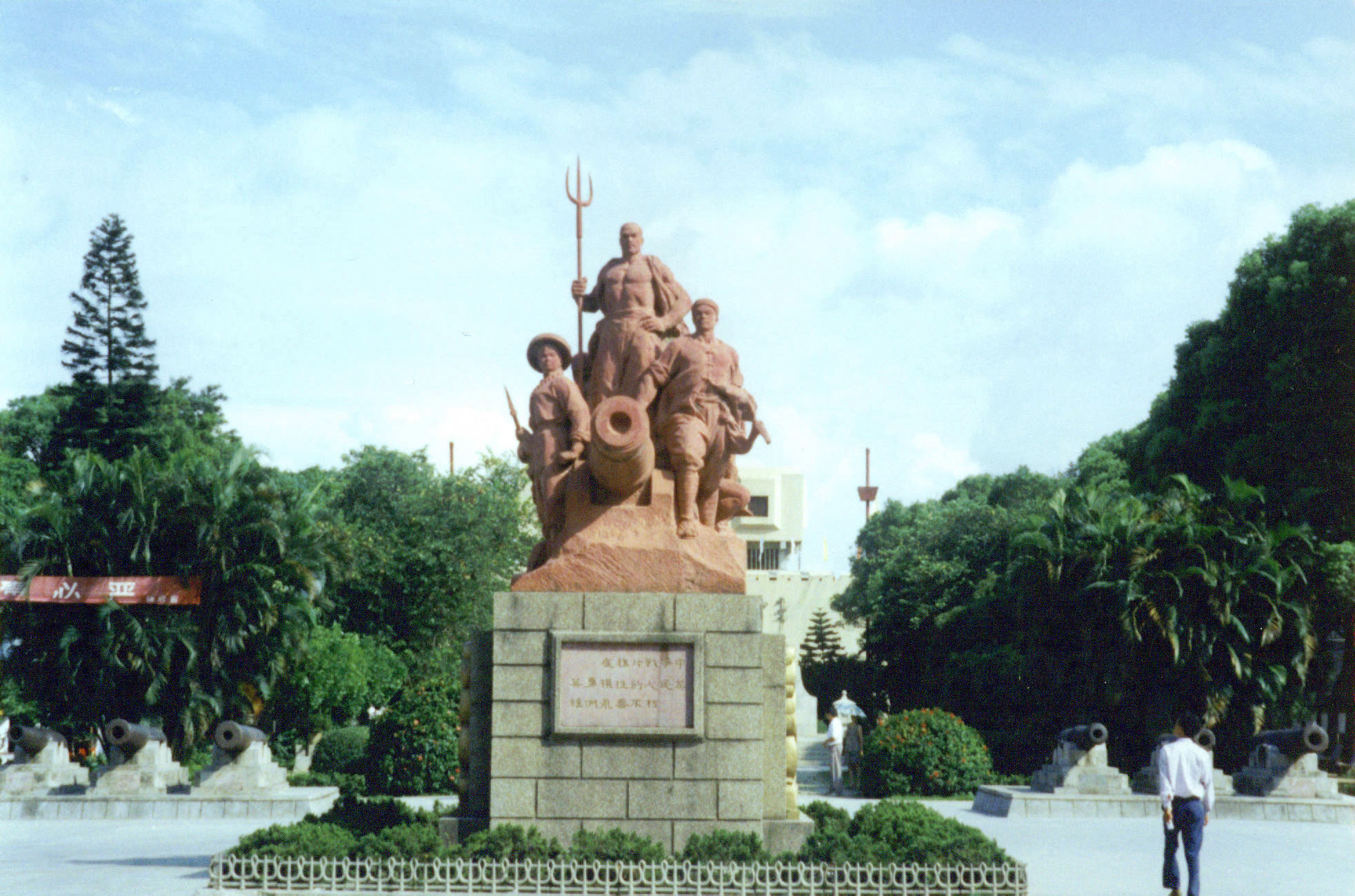
Statue am Eingang zum Museum des Opiumkriegs in Humen, Provinz Guangdong, 1995

In der Volksrepublik China lag der Opiumkrieg außerhalb des Interesses der staatlich verordneten Geschichtspolitik und kam auch im Schulunterricht kaum vor. Mit der Reform- und Öffnungspolitik und der Abkehr vom Maoismus wurde der Opiumkrieg Objekt staatlich geförderter Erinnerungskultur mit dem Ziel, den Patriotismus zu fördern. 1990 wurde das 150-jährige Jubiläum des Opiumkrieges in China im Rahmen einer Medienkampagne der Partei begangen. Dies markierte den Beginn einer Umorientierung der Propaganda der kommunistischen Partei – weg von der kommunistischen Ideologie, zurück zum chinesischen Nationalismus. In den 1990er Jahren errichteten staatliche Stellen ein Museum über die Seeschlachten des Krieges in Guangzhou. Ebenso wurden mehrere historische Stätten ausgebaut und zu einem Erinnerungspfad von Guangzhou nach Nanjing verbunden sowie ein Museum zum Vertrag von Nanjing geschaffen. 1997, im Jahr der Rückgabe Hongkongs an die Volksrepublik, wurde der Historienfilm Der Opiumkrieg ein Blockbuster in China. Die Rückgabe der Kolonie markierte für Großbritannien das endgültige Ende des britischen Weltreichs und beendete die seit dem Opiumkrieg erworbene Machtposition in Ostasien. Im Jahr 2001 datierten Parteihistoriker den Ursprung der Vorentwicklung zur Kommunistischen Partei auf den Ersten Opiumkrieg, um dadurch Legitimität zu gewinnen.
Die westliche Geschichtsschreibung konzentrierte sich im 19. Jahrhundert auf die Militärkampagne von britischer Seite sowie auf die Gewinnung politischer Zugeständnisse. Karl Marx kritisierte die moralische Dimension des Opiumkriegs und ordnete ihn als Katastrophe für China ein. In seiner Deutung der Ereignisse sprach er wie viele seiner Zeitgenossen der chinesischen Gesellschaft Wandlungs- und Reaktionsvermögen ab und sah im Opiumkrieg die Manifestation einer historischen Gesetzmäßigkeit. Seine Werke über den Opiumkrieg von 1850 bis 1860 wurden innerhalb der KP Chinas staatlich sanktionierter Kanon über den Opiumkrieg. Demgegenüber geriet die Frage nach den direkten Ursachen für das Verbot des Opiumhandels in den Hintergrund. Marx’ These, dass letzten Endes die Silberabflüsse aus China durch den Opiumkonsum zum Krieg führten, wurde auch von Christopher Bayly vertreten. Ihr wurde jedoch von Immanuel Hsü widersprochen, der auf die Bedeutung der moralischen Argumente der Gegner des Opiumhandels hinwies, während für Lovell der drohende Autoritäts- und Kontrollverlust der kaiserlichen Regierung eine zentrale Rolle spielte.

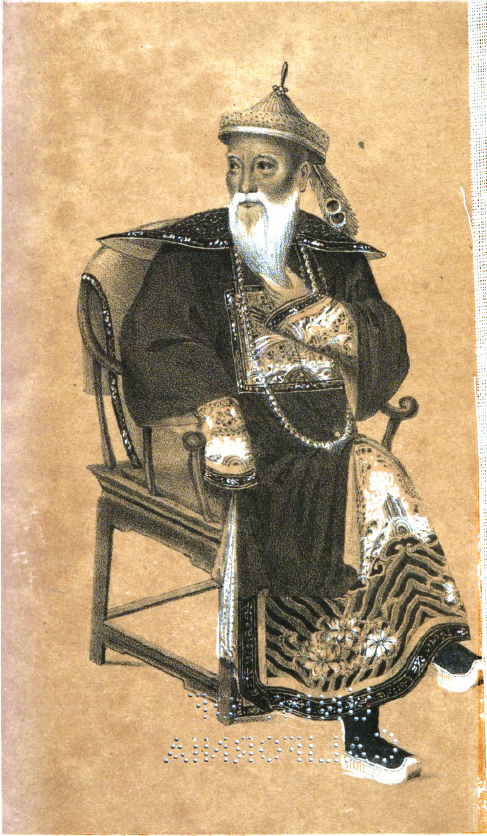
Lin Zexu (1843)

Die Rolle einzelner chinesischer Akteure wird von der Geschichtsschreibung sehr unterschiedlich bewertet, je nachdem ob man sie im Kontext einer angeblich revolutionär-antikolonialistischen Bewegung oder unter modernisierungstheoretischen Aspekten betrachtet. Im „revolutionären“ Narrativ der chinesischen Geschichtsschreibung seit den 1930er Jahren erschien Lin Zexu als heroischer Patriot. Auch im Roman River of Smoke (2011, dt. „Der rauchblaue Fluss“) von Amitav Ghosh wird er zum nicht korrumpierbaren Kämpfer gegen die frühe Globalisierung stilisiert. Im Kontext einer „teleologischen“, am Paradigma einer Modernisierung des Qing-Reiches orientierten Geschichtsschreibung erscheint er jedoch als ein unrealistischer, arroganter Mandarin, der sich nur um seine persönliche Reputation kümmert. Hanes und Sanello sehen ihn schließlich als entschiedenen Modernisierer, der an die Möglichkeit der Rehabilitation auch langjähriger Opiumkonsumenten glaubte und sich im Westen nach Gegenmitteln gegen die Sucht erkundigte, jedoch die Exekution aller derjenigen verlangte, die nach 18 Monaten nicht von ihr befreit waren, da er sah, dass die Konsumenten das Zweieinhalbfache des jährlichen Staatsbudgets für Opium ausgaben.
Auch bei chinesischen Historikern geht inzwischen das Interesse an großen Narrativen zurück, wodurch ein stark fragmentiertes Bild der historischen Situation zurückbleibt. Daher fordert der chinesisch-amerikanische Historiker Huaiyin Li, die Ereignisse aus der Sicht der damaligen Situation, aber unter Einschluss der darin angelegten unterschiedlichen Entwicklungspfade (also: Revolution oder allmähliche Modernisierung) in den Blick zu nehmen. Diesem Anspruch kommt möglicherweise die Interpretation des russischen Sinologen Sergey Vradiy nahe. Dieser sieht in Lin Zexu einen wichtigen Vertreter und politischen Denker der neokonfuzianischen Statecraft school („Schule der Staatskunst“), welche versuchte, von den westlichen „Barbaren“, die gleichzeitig die innerasiatischen und Seegrenzen Chinas bedrohten, also auch von Russland (das den Chinesen seit Peter dem Großen als Vorbild für einen erfolgreichen Modernisierungsprozess galt), zu lernen (經世之用 jingshi zhi yong, „Praktisch Nützliches für die Gesellschaft lernen“), um sie von den Grenzen fernzuhalten und zugleich die eigenen hohen moralischen Ansprüche aufrechterhalten zu können.
Hinsichtlich der Frage der Nachwirkungen des Krieges gibt es unterschiedliche Einschätzungen. Der im 20. Jahrhundert arbeitende Sinologe John K. Fairbank untersuchte die Opiumkriege detailliert und konzentrierte sich ebenso wie Immanuel Hsu auf die Modernisierungseffekte, welche der Konflikt in China hervorbrachte. Der in Harvard lehrende Historiker Paul A. Cohen stellt ab den 1990er Jahren eine verstärkte Konzentration des Forschungsinteresses auf Prozesse in China selbst fest, welche durch die Zugänglichkeit chinesischer Quellen gefördert werde. Der in Warwick lehrende Historiker Song-Chuan Chen legte 2017 eine detaillierte Studie zum Einfluss der britischen Händler in Kanton auf die britische Kriegsentscheidung und -führung vor.
Jürgen Osterhammel betrachtet den Ersten Opiumkrieg im weiteren Rahmen der britischen Asienstrategie unter Palmerston seit 1833. Palmerstons Tendenz zum Interventionismus sei auch eine Reaktion auf die russische Expansionsstrategie in Asien, durch die er die britischen Interessen nicht nur in Afghanistan, sondern auch Britisch-Indien selbst bedroht sah.